# Heinrich Himmler

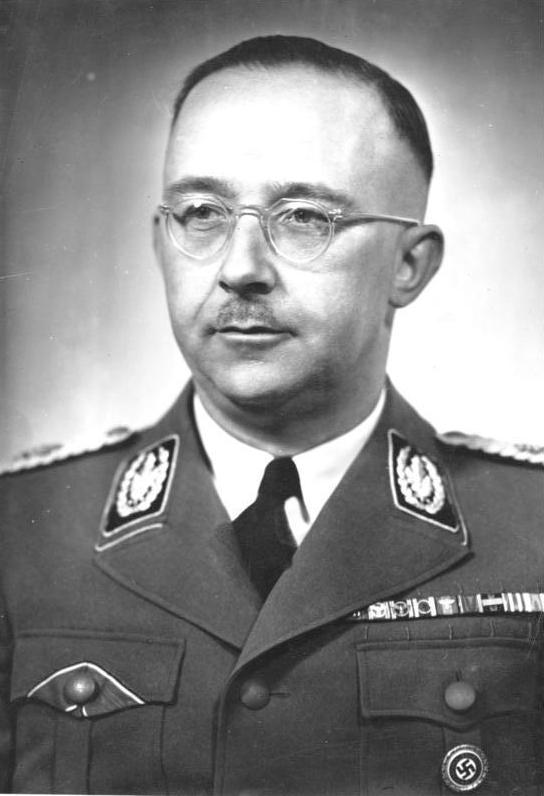
Heinrich Himmler (1942)

Heinrich Luitpold Himmler (* 7. Oktober 1900 in München; † 23. Mai 1945 in Lüneburg) war ein deutscher Politiker der NSDAP und einer der Hauptverantwortlichen des Holocaust.
Himmler machte in den 1920er-Jahren als Reichsredner und Parteifunktionär Karriere und wurde 1929 von Adolf Hitler an die Spitze der damals noch der Sturmabteilung (SA) unterstellten Schutzstaffel (SS) berufen. Himmler gelang es in der Zeit des Nationalsozialismus, vor allem in den Jahren 1934–1936, insbesondere durch den sogenannten Röhm-Putsch, der von ihm geleiteten Organisation und damit auch sich selbst immer mehr Befugnisse innerhalb des NS-Regimes zu verschaffen. Dazu gehörte insbesondere das Erlangen der vollständigen Kontrolle über die Polizei, die Konzentrationslager und den Inlandsgeheimdienst sowie der Aufbau militärischer, nicht direkt der Wehrmacht unterstehender Verbände (Waffen-SS).
Als Reichsführer SS, Chef der deutschen Polizei sowie Reichskommissar für die Festigung deutschen Volkstums (ab 1939), später auch Reichsinnenminister (ab 1943) und Befehlshaber des Ersatzheeres (ab 1944) hatte Himmler vor allem während des Zweiten Weltkriegs eine Machtposition, die nur von der Hitlers übertroffen wurde. Mit Hilfe der SS, des Sicherheitsdienstes, der Geheimen Staatspolizei (Gestapo) und anderer von ihm direkt oder indirekt kontrollierter Organe hatte Himmler ein System der Überwachung, der Willkür und des Terrors etabliert, mit dem die Menschen im Einflussbereich des NS-Regimes eingeschüchtert und kontrolliert, vermeintliche oder tatsächliche politische Gegner verfolgt, inhaftiert, entrechtet und ermordet wurden. Er ist einer der Hauptverantwortlichen für den Holocaust, den Porajmos, die Ermordung von Millionen von Zivilisten und Kriegsgefangenen im Rahmen seines Generalplans Ost sowie für zahlreiche andere Verbrechen gegen die Menschlichkeit.
Himmler sorgte durch seine Befehle in der Endphase des Krieges für die Ausweitung von Terror und Selbstjustiz selbst auf deutsche Zivilisten und sondierte gleichzeitig auf vielfältige Weise seine persönlichen Optionen für eine Zeit nach Adolf Hitler. Eigenmächtige Verhandlungsversuche mit den westlichen Alliierten wurden von diesen abgewiesen und öffentlich gemacht. Hitler enthob ihn in seinem politischen Testament am 29. April 1945 all seiner Ämter und Titel und erließ Haftbefehl gegen ihn.
Himmler tauchte nach Kriegsende unter, wurde aber am 21. Mai 1945 bei Zeven festgenommen und kam in britische Gefangenschaft. Zwei Tage später deckte er dort seine Identität auf und beging mit einer Zyankalikapsel Suizid. Sein Leichnam wurde an unbekannter Stelle in der Lüneburger Heide vergraben.

## Leben

### Familie und erste berufliche Entwicklung

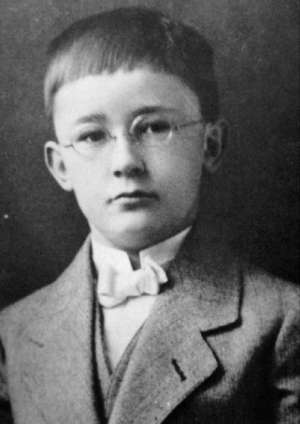
Himmler (ca. 7 Jahre alt)

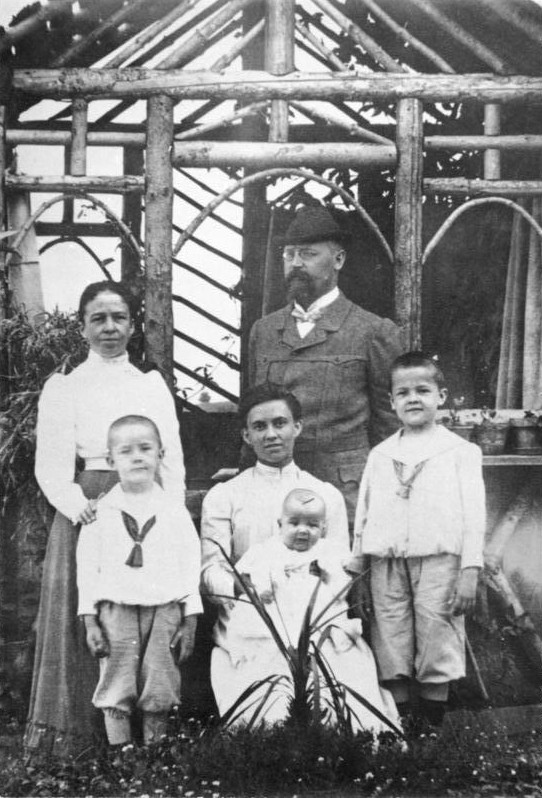
Joseph Gebhard und Anna Himmler (stehend) mit ihren drei Kindern Heinrich (links), Ernst (Mitte) und Gebhard (rechts) in einer Aufnahme von 1906

Heinrich Himmler wurde als zweiter von drei Söhnen des Oberstudiendirektors Joseph Gebhard Himmler (* 17. Mai 1865 in Lindau (Bodensee); † 29. Oktober 1936 in München) und dessen Frau Anna Maria Heyder (* 16. Januar 1866 in Bregenz, Kaisertum Österreich; † 10. September 1941 in München) geboren. Die Familie kam aus einem bürgerlichen, römisch-katholischen bayerischen Umfeld. Heinrichs Brüder, Gebhard Ludwig (1898–1982) und Ernst Hermann Himmler (1905–1945), schlossen sich später ebenfalls der SS an, spielten jedoch in der weiteren Geschichte dieser Organisation keine große Rolle. Der Vater war Rektor des angesehenen humanistischen Wittelsbacher-Gymnasiums in München. Heinrich erhielt seinen Vornamen nach seinem Paten Prinz Heinrich von Bayern, der von Gebhard Himmler erzogen worden war.
Himmler wuchs in geordneten Verhältnissen in der Amalienstraße 16 im Münchner Stadtteil Maxvorstadt auf. Er besuchte das humanistische Wilhelmsgymnasium München bis zu seinem 13. Lebensjahr. Danach zog die Familie nach Landshut, wo er seine Gymnasialzeit auf dem Humanistischen Gymnasium Landshut, dem heutigen Hans-Carossa-Gymnasium, fortsetzte und 1919 mit dem Abitur abschloss. Er galt als überaus fleißiger Schüler. Am Ende des Ersten Weltkrieges hatte er die Offiziersausbildung durchlaufen, jedoch nicht beendet. Er hatte mit Kriegsende 1918 aus der Armee ausscheiden müssen, ohne jemals an der Front eingesetzt gewesen zu sein (Kriegsjugendgeneration). Dies erschien ihm als persönlicher Makel. Nach der Gleichschaltung der Presse im NS-Regime wurde offiziell wahrheitswidrig behauptet, dass Himmler an der Front gewesen sei.
Nach dem Scheitern der Münchner Räterepublik, an deren Niederschlagung Himmler sich als Angehöriger des Freikorps Oberland beteiligt hatte, studierte er von 1919 bis 1922 an der Technischen Hochschule München Landwirtschaft. Am 22. November 1919 trat er der schlagenden und schwarzen Studentenverbindung Apollo München im RVSV (ab 1933 Münchener Burschenschaft Apollo in der DB) bei, der auch sein Vater als Alter Herr angehörte. Er schloss sein Studium mit der Diplomhauptprüfung für Landwirte ab. Anschließend arbeitete er bis zum Hitlerputsch als Laborant in einer Fabrik für künstliche Düngemittel im Norden Münchens.
Himmler war seit dem 3. Juli 1928 mit Margarete Boden verheiratet und hatte eine leibliche Tochter Gudrun Burwitz (1929–2018) sowie ab März 1933 den Adoptivsohn Gerhard von der Ahé (28. Juli 1928 – Dezember 2010). Das geringe Einkommen als Parteiangestellter versuchte das Ehepaar erfolglos durch Hühnerhaltung aufzubessern.
Mit seiner Privatsekretärin und späteren Geliebten Hedwig Potthast (1912–1994) hatte er zwei Kinder, einen Sohn, Helge (* 15. Februar 1942), und eine Tochter, Nanette-Dorothea (* 20. Juli 1944). Diese Zweitehe entsprach seinem Familienkonzept seit Ende der 1930er Jahre, das er mit dem Hinweis auf eine Zweit- oder Friedelehe bei den „gutrassigen, freien Germanen“ auch bei anderen SS-Leuten als legitimiert ansah, vorausgesetzt, es waren gemeinsame Kinder geplant.

### Partei-politische Entwicklung bis zur NSDAP

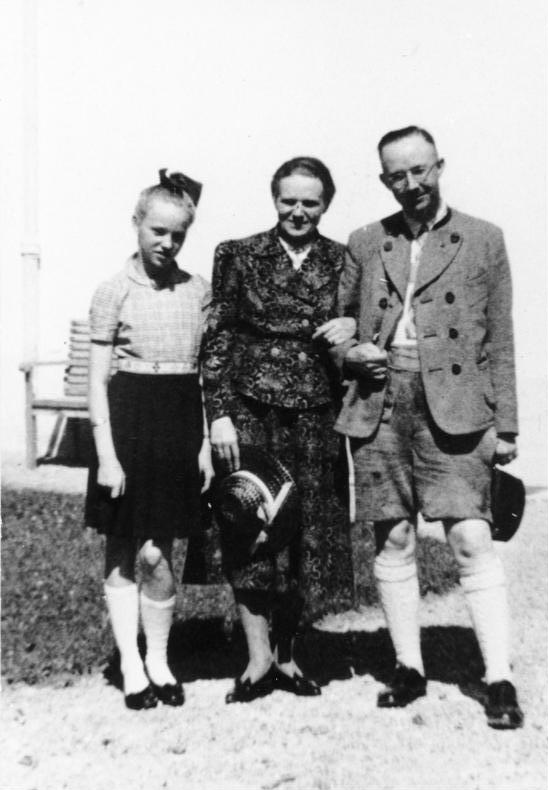
Gudrun (links) mit Mutter Margarete und Vater Heinrich Himmler

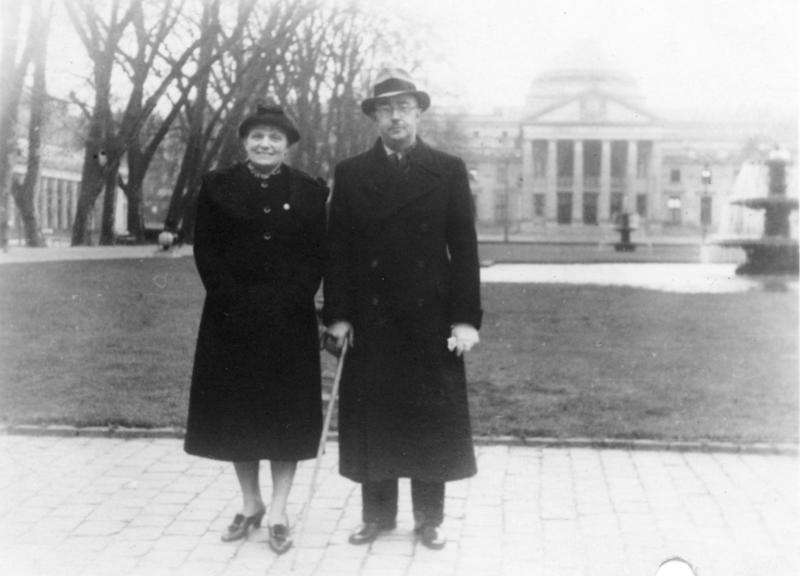
Himmler mit Ehefrau im November/Dezember 1936 vor dem Kurhaus Wiesbaden.

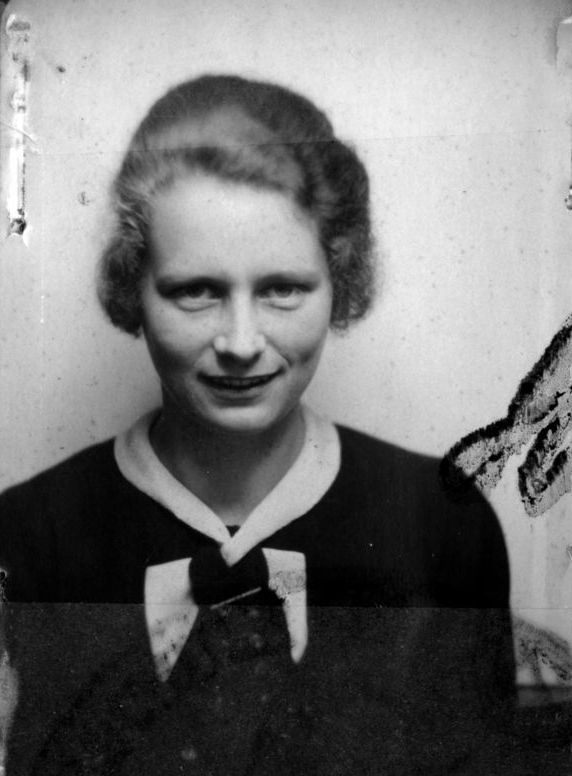
Hedwig Potthast um 1933

Von 1919 bis 1923 engagierte sich Himmler bei der katholisch orientierten Bayerischen Volkspartei (BVP), aus der er aber wieder austrat. Über seine Mitgliedschaft bei den Artamanen kam Himmler in Kontakt mit der NSDAP, der er am 1. August 1923 beitrat (Mitgliedsnummer 42.404). Am 9. November 1923 beteiligte er sich in seiner Eigenschaft als Mitglied des Röhmschen „Bund Reichskriegsflagge“ am gescheiterten Hitler-Ludendorff-Putsch.
Anfang 1924 schloss sich Himmler der Nationalsozialistischen Freiheitsbewegung (NSFB) Erich Ludendorffs an. Bereits im Februar 1924 war er deren Parteiredner in Nordbayern. Ferner erneuerte er seine alten Kontakte zu Ernst Röhm und anderen Freikorps-Mitgliedern, als er dem Deutschvölkischen Offiziersbund (DVOB) und der Altreichsflagge beitrat. Diesen Organisationen gehörte Himmler bis 1926 an.
Anfang 1925 begann sein Aufstieg in der neu gegründeten NSDAP (Mitgliedsnummer 14.303). 1925 trat er auch in die SA ein, wechselte aber bereits am 8. August 1925 in die SS über (SS-Nummer 168). Bis 1927 führte er zahlreiche hauptamtliche Partei-Tätigkeiten aus, schärfte als Redner seine antikapitalistische und antisemitische Rhetorik und profilierte sich als Agrarexperte, bis er 1927 zum stellvertretenden Reichsführer SS ernannt wurde.

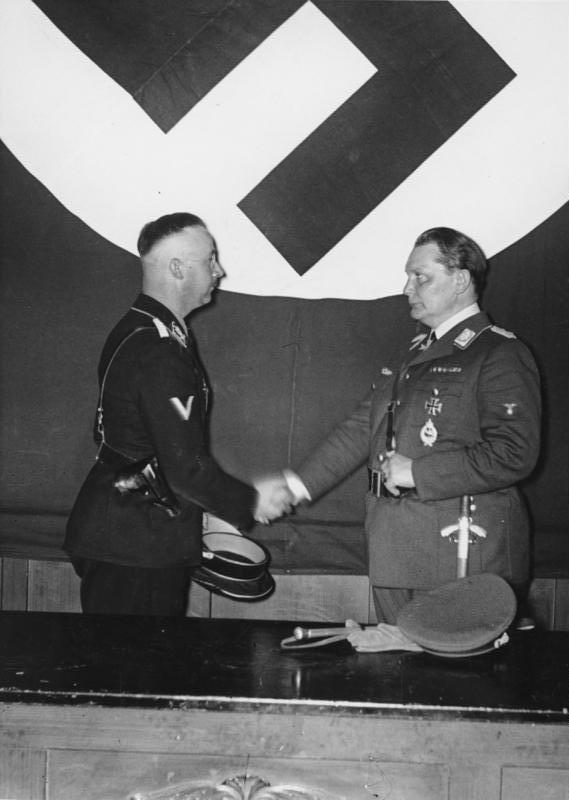
Hermann Göring ernennt Himmler zum Inspekteur des Preußischen Geheimen Staatspolizeiamtes, 20. April 1934

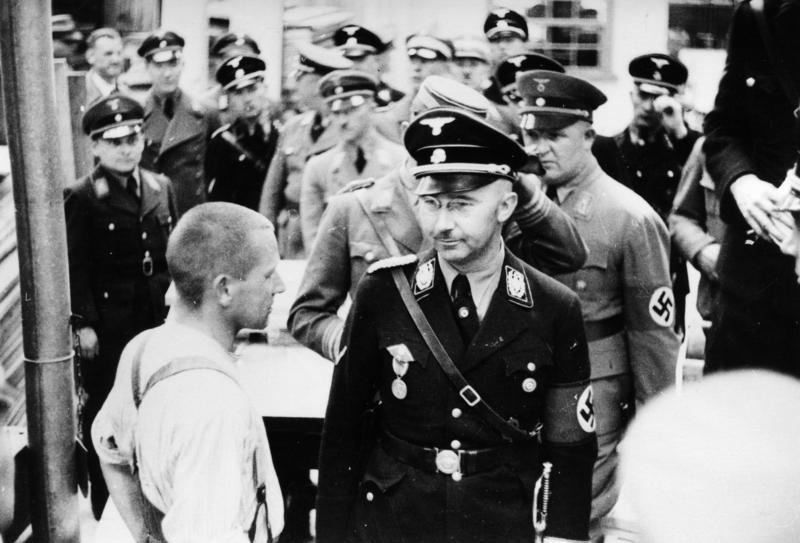
Himmler besichtigt das Konzentrationslager Dachau, 1936

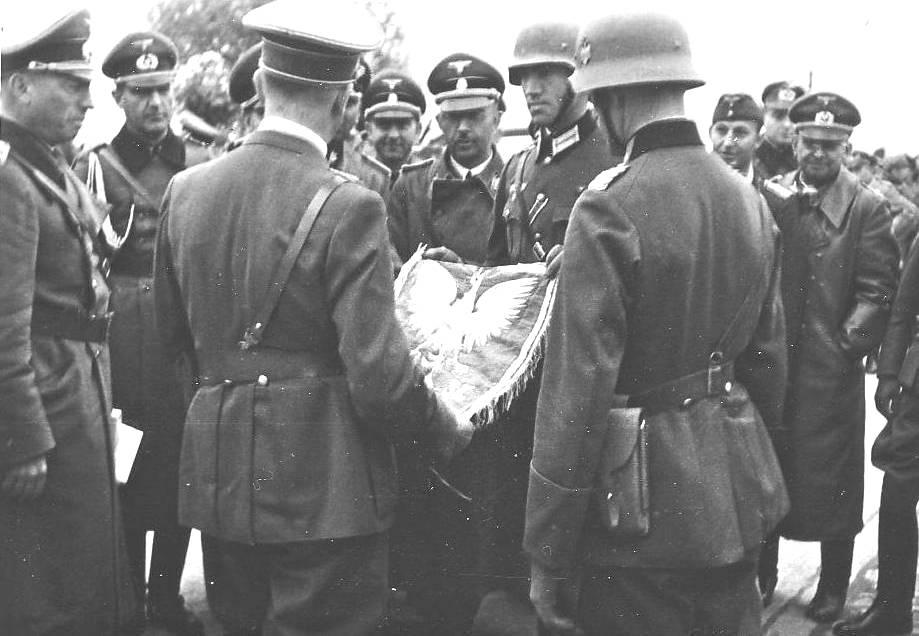
Hitler und Himmler betrachten im September 1939 in Polen eine erbeutete Regimentsfahne der polnischen Armee

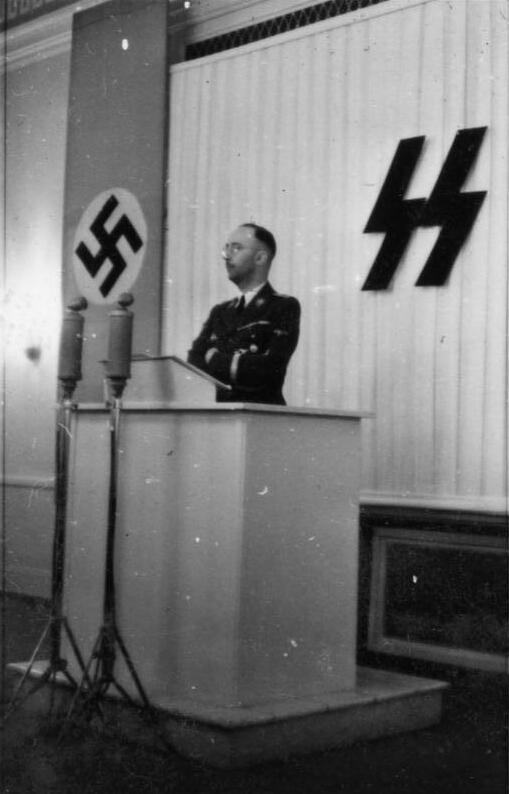
Himmler als Redner

In dieser Entwicklungsphase hatte er folgende Funktionen inne:
- 1925: Reichsredner der NSDAP
- 1925: Leiter der NSDAP-Parteipropaganda für Niederbayern
- 1925: Schriftführer der Gauleitung Niederbayern
- 1926: Gaugeschäftsführer und stellvertretender Gauleiter für Niederbayern-Oberpfalz
- 1926: Stellvertretender Gauleiter für Oberbayern-Schwaben
- 1926: Gau-SS-Führer Niederbayern
- 1926: Stellvertretender Reichspropagandaleiter
- 1927: Stellvertretender Reichsführer SS
- 1927: Mitglied des Stabes der Obersten SA-Führung

Nach der Absetzung Erhard Heidens als Reichsführer SS wurde Himmler am 6. Januar 1929 durch Adolf Hitler an die Spitze der Schutzstaffel berufen. Der Titel „Reichsführer SS“ war zwischen 1926 und 1934 eine reine Dienststellung innerhalb der SA und anfänglich ohne jede rechtliche Bedeutung. Dieses änderte sich erst im August 1934.

### Sicherung der politischen Macht
Wenige Tage vor der Ernennung Adolf Hitlers zum Reichskanzler gab Heinrich Himmler am 27. Januar 1933 Reinhard Heydrich, dem Chef des Sicherheitsdienstes der NSDAP, den Befehl, umgehend den Umzug der Dienststelle von München nach Berlin durchzuführen. Denn allein mit der Kanzlerschaft Hitlers waren die Instrumente zur Machtsicherung, allen voran die Politische Polizei, noch nicht in den Händen der NSDAP. In der ungefestigten Situation bis zu den Märzwahlen 1933 war noch ungewiss, ob es den Nationalsozialisten gelingen würde, die Exekutive in ihrem machtpolitischen Sinne vollständig in die Hand zu bekommen. Die Auflösung des Reichstages am 1. Februar, die Ernennung von SA- und (unter Himmlers Kommando stehenden) SS-Verbänden zu Hilfspolizisten, der Reichstagsbrand am 27./28. Februar und schließlich die Verabschiedung des Ermächtigungsgesetzes vom 24. März 1933 waren Schritte auf dem Weg zur Errichtung der Diktatur. Aus dem für sie bereits gesicherten Bayern agierend, dehnten Göring und Himmler die mit dem Preußenschlag 1932 begonnene Gleichschaltung der staatlichen Machtorgane auf das ganze Reich aus.
Die maßgebliche Grundlage für den in den folgenden Jahren folgenden Ausbau von Himmlers Macht war die Übertragung der Polizeigewalt in Bayern durch ihn und andere SS-Vertraute: Vom 9. März bis 13. April 1933 amtierte Himmler kurzzeitig als Polizeipräsident von München. Während dieser Zeit wurde die Polizei in Bayern grundlegend neu gegliedert: Die bisher als Abteilung IV bei der Münchener Polizeidirektion angesiedelte Politische Polizei der Landeshauptstadt wurde aus der traditionellen Polizei herausgelöst und zum 1. April 1933 als Bayerische Politische Polizei (BPP) zu einer eigenen Polizeiorganisation erhoben, die rasch von München in alle größeren Städte des Freistaates expandierte. Himmler wurde vom bayerischen Innenminister zum Chef der BPP mit der Amtsbezeichnung „Politischer Polizeikommandeur Bayerns“ ernannt, wobei er die Führung der Tagesgeschäfte der neuen Organisation Heydrich anvertraute, der im März von ihm bereits als Leiter der Abteilung IV der Münchener Polizeidirektion eingesetzt worden war. Himmler vereinte damit die Kontrolle über die Politische Polizei und über die SS in Bayern in seinen Händen. Während des folgenden Jahres übernahm er schrittweise die Kontrolle über die politischen Polizeien aller anderen Teilstaaten des Reiches, organisierte diese nach dem Vorbild der BPP und verzahnte sie eng mit der SS. Den Endpunkt dieser Entwicklung markierte dabei die Übertragung der Kontrolle über die Geheime Staatspolizei (Gestapo) als Politische Polizei des Landes Preußen an ihn am 20. April 1934: Er erhielt die Titel eines Inspekteur und stellvertretender Chef der preußischen Gestapo, deren Chef Göring nominell noch bis 1936 blieb, hatte de facto aber die Befehlsgewalt über diese seit diesem Zeitpunkt inne. Zum Leiter des Geheimen Staatspolizeiamtes in Berlin wurde sein Vertrauensmann Heydrich bestellt.
Flankierende Schritte zum Ausbau und zur Festigung seiner Position im neuen Staats- und Gesellschaftsgefüge, die Himmler 1933 vollzog,  waren: Der Eintritt in das Kuratorium der Dirksen-Stiftung, die Kontakte zwischen den traditionellen Eliten und den NSDAP-Vertretern förderte, der Eintritt in den Preußischen Staatsrat (September 1933) sowie die Beteiligung an der Gründung der Akademie für Deutsches Recht (Oktober 1933). Einer der ersten Ausschüsse der Akademie für Deutsches Recht war der Ausschuss für Polizeirecht. Es existiert ein Foto von einem Vortrag Himmlers vor dem Ausschuss für Polizeirecht, das in Longerichs Biographie über Himmler abgedruckt ist.
Am 30. Juni und 1. Juli 1934 trug dann die Himmler unterstehende SS den wesentlichen Anteil an der als Röhm-Putsch bezeichneten Aktion zur Beseitigung der von Hitler als Gefahr für seine Machtposition betrachteten SA-Führung und anderer innerer Gegner wie Gregor Strasser oder des ehemaligen Reichskanzlers General Kurt von Schleicher. Himmler, der Röhm bis dahin unterstellt gewesen war, hatte sich bei der Vorbereitung dieser Morde zwar nicht exponiert. Dass er die Ermordung Röhms und Strassers, seiner beiden wichtigsten Förderer innerhalb der Partei, jedoch mittrug, war als Beweis seiner bedingungslosen Loyalität gegenüber Hitler zu deuten.
Bereits am 23. August 1934 wurde Himmler in „Anerkennung der Loyalität dem Führer gegenüber“ von Adolf Hitler in die Dienststellung eines „Reichsleiters der NSDAP“ (offizielle Bezeichnung: „Reichsleiter SS“) erhoben und die SS aus der übergeordneten SA herausgelöst. „Reichsführer SS“ war mit der Ernennung Himmlers zum Reichsleiter zu dem höchsten offiziellen Dienstgrad innerhalb der SS geworden, und Himmler war nur noch Hitler persönlich verantwortlich.
Der Erlass des Führers und Reichskanzlers (Hitler) und des Reichsministers des Innern (Frick) vom 17. Juni 1936 (veröffentlicht im Reichsgesetzblatt RGBl. I. S. 487) war ein wichtiger Schritt auf dem Weg zur Umwandlung des Polizeiapparates in ein Instrument der Partei. Himmler setzte durch, dass sein Parteiamt des Reichsführers SS mit dem neu geschaffenen staatlichen Amt eines Chefs der Deutschen Polizei verbunden wurde, allerdings mit dem Zusatz „im Reichsministerium des Innern“ (RFSSuChdDtPol.imRMdI). Er weigerte sich jedoch, ein Büro im Ministerium zu beziehen und delegierte die Agenden (Weisungsbefugnisse) an einen Polizeiadjutanten. Himmler war als Chef der Deutschen Polizei dem Minister „persönlich und unmittelbar unterstellt“, erreichte aber, dass er an den Sitzungen des Reichskabinetts teilnehmen konnte, allerdings nur „soweit sein Geschäftsbereich berührt wird.“
Der Erlass vom 17. Juni 1936 bedeutete vor allem das Ende der noch in Teilen bestehenden Polizeihoheit der Länder zugunsten der Zentralgewalt (Verreichlichung der Polizei). Dadurch konnte der politisch gewünschte Prozess einer „Verschmelzung“ der staatlichen Polizei (Reichsministerium des Innern) mit der nur Hitler unterstehenden Parteipolizei SS eingeleitet werden. Im Einvernehmen mit dem Reichsinnenminister Frick teilte Himmler per Erlass vom 26. Juni 1936 (veröffentlicht im MBdIV S. 946f.) die Polizei in zwei eigenständige Bereiche mit unterschiedlichen Adressen auf: ein Hauptamt Ordnungspolizei (Schutzpolizei, Gendarmerie, Gemeindepolizei) mit Sitz im Ministerium (Unter den Linden), als Chef setzte er den Generaloberst der Polizei Daluege ein, und ein Hauptamt Sicherheitspolizei (Geheime Staatspolizei/Gestapo, Kriminalpolizei) mit Sitz beim SS-Hauptamt (Prinz Albrecht Straße). Als dessen Chef setzte Himmler in Personalunion SS-Obergruppenführer Heydrich ein, der bereits Chef des Sicherheitsdienstes der SS/SD war und blieb. Die „Verschmelzung“ von Polizei und Partei gelang im Bereich der Sicherheitspolizei daher am weitesten. Am 1. Oktober 1939 wurden zudem auf Reichsebene die Sicherheitspolizei mit dem SD im Reichssicherheitshauptamt (RSHA) auch organisatorisch unter einem Dach zusammengeführt.
Himmler versuchte sich ebenfalls auf dem Gebiet der Außenpolitik, indem er Mohammed al-Husseinis antijüdische Aktivitäten unterstützte und ihm nach seiner Flucht nach Deutschland Raum für Aktivitäten gab. Himmler war auch die treibende Kraft bei der Verfolgung homosexueller Männer im Nationalsozialismus und gründete 1936 die Reichszentrale zur Bekämpfung der Homosexualität und Abtreibung als Sonderabteilung der Polizei. Er leitete ebenfalls das Programm Lebensborn zur Erhaltung des „arischen Blutes“ bis in die letzten Jahre des Krieges.
Per Geheimerlass wurde Himmler zusätzlich am 7. Oktober 1939 von Hitler zum „Reichskommissar für die Festigung deutschen Volkstums“ ernannt. In dieser Funktion war er für die „Eindeutschung“ der besetzten Gebiete in Polen zuständig. Das führte einerseits zur Vertreibung und Ermordung der eingesessenen polnischen und jüdisch-polnischen Bevölkerung und andererseits zur Ansiedlung von sogenannten Volksdeutschen in den besetzten Gebieten (vor allem im Wartheland).
Obwohl Himmler eine der Stützen des NS-Regimes war, suchte er intensiviert ab dem Sommer 1943 in einer zunehmend aussichtslosen militärischen Lage insgeheim nach einer Rolle für sich und die SS in einem Deutschland nach Hitler. Er nahm Sondierungen auf, um möglicherweise mit den westlichen Alliierten einen Separatfrieden abzuschließen, den Krieg gegen die Sowjetunion jedoch weiterzuführen. Offenbar bot Himmler über Mittelsmänner seinen Gesprächspartnern an, Hitler zu entmachten, während er selbst mit der SS die innere Ordnung weiter gewährleiste. Himmler hatte eine gewisse Kenntnis der aus Offizieren und konservativen Politikern bestehenden Widerstandsbewegung um Carl Friedrich Goerdeler und Generaloberst Ludwig Beck, wie sich unter anderem aus den Tagebüchern Ulrich von Hassells ergibt, griff aber nicht ein. Einer seiner Gesprächspartner dabei war der Rechtsanwalt Carl Langbehn, der am 26. August 1943 ein Treffen mit dem preußischen Finanzminister Johannes Popitz arrangierte – in dem Popitz Hitlers Absetzung vorschlug. Langbehn wurde einen Monat später, nach dem Abfangen eines Funkspruchs über eine offenbar mit Himmlers Wissen unternommene Reise Langbehns zu alliierten Vertretern in der Schweiz, festgenommen. Himmler ließ weiterhin verhandeln und bot (teilweise mit Wissen Hitlers) den Austausch jüdischer Gefangener an. Die vage Kenntnis Himmlers von Widerstandsplänen und seine undurchsichtigen Kontaktaufnahmen lassen sich mangels dokumentarischer Belege nicht genau rekonstruieren; über Motive und Ernsthaftigkeit dieser Aktivitäten Himmlers gibt es nur Spekulationen. Peter Longerich erwähnt sie in seiner umfassenden Biographie Himmlers von 2008 nur kurz, während Karl-Günter Zelle in seiner 2010 veröffentlichten Dissertation über Hitlers zweifelnde Elite diesen Aspekt in den Mittelpunkt der Argumentation über wachsende Zweifel und Distanzierungen gegenüber Hitler rückt – ein Deutungsansatz, der allerdings von den meisten Historikern abgelehnt wird.
Infolge des Umsturzversuchs vom 20. Juli 1944 wurde Himmler Chef der Heeresrüstung und Befehlshaber des Ersatzheeres. Er übte dieses Amt aber nicht selbst aus, sondern beauftragte damit den Leiter des SS-Führungshauptamtes Hans Jüttner. Am 3. August 1944 hielt er vor den Gauleitern eine Rede, in der er ihnen seine Sicht (und die der NSDAP) auf die Ereignisse des 20. Juli 1944 erläuterte und der Wehrmacht alle Verantwortung für die schwierige Lage zuwies. Darin forderte er die „Blutrache“ für alle Mitglieder der Familien der Attentäter und verteidigte – so die Einschätzung Theodor Eschenburgs – seine Fühlungnahme mit Vertretern des Widerstands.

### Beitrag zur NS-Germanenideologie

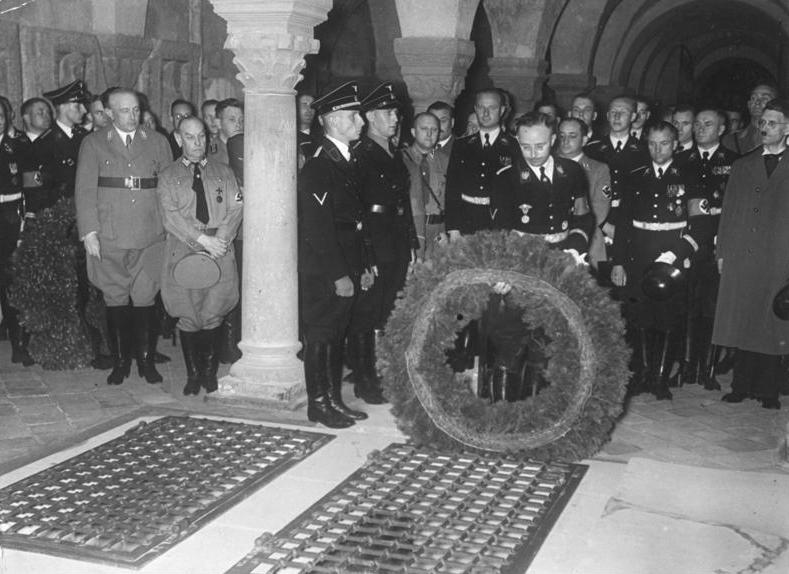
„Heinrichsfeier“ 1938: Himmler legt einen Kranz am Grab Heinrichs I. in der Stiftskirche Quedlinburg nieder.

Himmler war am 21. Dezember 1929 auf einem „Reichsthing“ der Artamanen in Freyburg an der Unstrut als „Gauführer“ des „Bundes Artam“ im Gau Bayern bestätigt worden, ein Amt, das er bereits Mitte 1928 von Hans Holfelder verliehen bekommen hatte.
Himmler versuchte seit 1933 zusammen mit Walther Darré, der ebenfalls Artamane war, die SS in Westfalen zu verankern, weil es dort nach Darrés Überzeugung mehr als in anderen Gegenden Deutschlands noch Reste des alten Germanentums gab. 1934 übernahm die SS mit einem Pachtvertrag die Wewelsburg bei Paderborn. Nach Karl Hüser bestand später für die SS-Ideologen „kein Zweifel, sie [d. i. die Entstehungszeit der Burg] in die Zeit der Abwehrkämpfe König Heinrichs I. gegen die Ungarn oder ‚Hunnen‘ zu legen“.
Als 1935 die Stadt Quedlinburg bei höchsten Reichsstellen um Unterstützung für die Ausrichtung der Feierlichkeiten zum 1000. Todestag Heinrichs I. am 2. Juli 1936 nachsuchte, legte Himmler im Dezember 1935 fest, „dass die SS mit der Stadt Quedlinburg alleinige Trägerin der Feiern am 2. Juli 1936 sein sollte“. Denn Heinrich I. galt seit dem 19. Jahrhundert in der deutschen Nationalgeschichtsschreibung als der am ursprünglichsten germanisch gebliebene mittelalterliche Herrscher und Initiator der Ostkolonisation. Mit der Gründung der „Ahnenerbe“-Stiftung im Jahr 1935 wollte Himmler alles in Erfahrung bringen, was sich über die quellenarme Zeit Heinrichs herausfinden und noch dokumentieren ließ. Mit der Todestagsfeier und der deutschlandweit im Radio übertragenen Himmlerrede machte Himmler die Stiftskirche St. Servatius (Quedlinburg) zu einer „nationalen Pilgerstätte“, in der bis 1944 jährlich am 2. Juli „Heinrichsfeiern“ stattfanden. 1938 gründete Himmler dort die „König-Heinrich-I.-Gedächtnisstiftung“, nach Heinz Höhne die wichtigste unter den Stiftungen Himmlers, in der ausgesuchte „König-Heinrich-Städte“ (Braunschweig, Enger, Fritzlar, Wetzlar, Bad Gandersheim, Erfurt, Goslar, Meißen, Nordhausen, Schleswig, Wallhausen und Quedlinburg) Mitglieder wurden. 1939 überreichte der Quedlinburger Oberbürgermeister Himmler den eigens für ihn komponierten „König-Heinrichs-Marsch“. Im Krieg fanden die Heinrichsfeiern ohne Himmler statt.
Himmlers auffälliger Bezug auf Heinrich I. (und generell auf dem Namen Heinrich) – seinen seit Kriegsbeginn eingesetzten Sonderzug nannte er „Heinrich“, seine in der Nähe des Führerhauptquartiers befindliche Feldkommandostelle ebenfalls, seine Unternehmungen in Osteuropa liefen für ihn unter der Bezeichnung „Programm Heinrich“ –  führte dazu, dass er in seinem Umfeld „König Heinrich“ genannt wurde (woraus der politische Witz im Nationalsozialismus den „Reichsheini“ machte). Himmlers Geliebte Hedwig Potthast, die er – nach angeblich altgermanischem Brauchtum – als quasi-offizielle „Nebenfrau“ ansah, sprach auch nach dem Krieg noch von ihrem „König Heinrich“. Sein Freund und Chronist Hanns Johst hätte aus den Kriegstaten die „Heinrich-Saga“ zu dichten gehabt.
Peter Longerich fasst Himmlers ideologische Prinzipien in seiner Germanenrezeption so zusammen:

„Zwar durchzieht sein Denken und Handeln eindeutig eine bestimmte Konstante – das Leitmotiv des ewigen Kampfes ‚germanischer Helden‘ gegen ‚asiatische‘ Untermenschen –, doch war dieses Weltbild so allgemein und vage gehalten, dass er es in ganz unterschiedlicher Form auf die jeweilige politische Situation zuschneiden konnte. Diese Flexibilität, Ideologie mit Machtpolitik zu verbinden, war seine eigentliche Stärke.“

Einen weiteren auffälligen Niederschlag fanden Himmlers Vorstellungen vom Germanentum in seinen Siedlungsplänen, so in der Terminologie des „Generalplans Ost“: In Anlehnung an das mittelalterliche Lehnswesen werden die künftigen Siedler „Lehnsnehmer“ genannt. Weitere in diesem Zusammenhang verwendete Begriffe sind „Belehnung“, „Lehensfähige“, „Lehenshöfe und -stellen“, „Zeitlehen“, „Erblehen“, „Lehensgerichte“. Das „Lehen“ als zur Nutzung verliehener Besitz geht als Wort auf das Altgermanische zurück und bestimmte seit dem 8. Jahrhundert die feudale Rechts- und Gesellschaftsordnung des Mittelalters. In den verschiedenen Entwürfen ist außerdem von den zu schaffenden Siedlungsgebieten als „Siedlungsmarken“ oder „Reichsmarken“ „an der vordersten Front des deutschen Volkstums gegenüber dem Russen- und Asiatentum“ (Entwurf vom 28. Mai 1942) die Rede, an deren Spitze jeweils ein „Markhauptmann“ zu stehen kommen sollte.

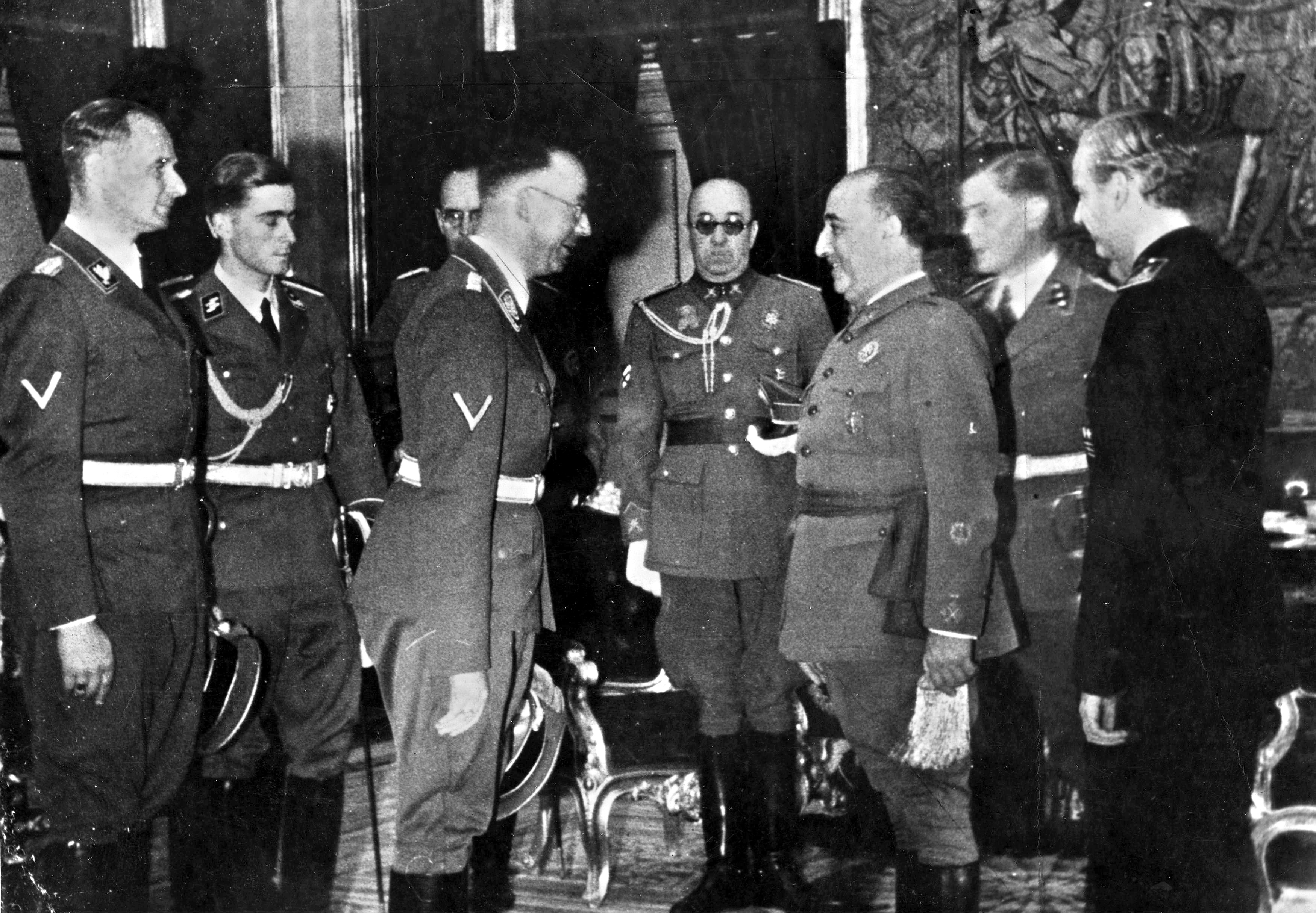
Himmler mit Karl Wolff bei einem Treffen mit Francisco Franco in Spanien, 20. Oktober 1940

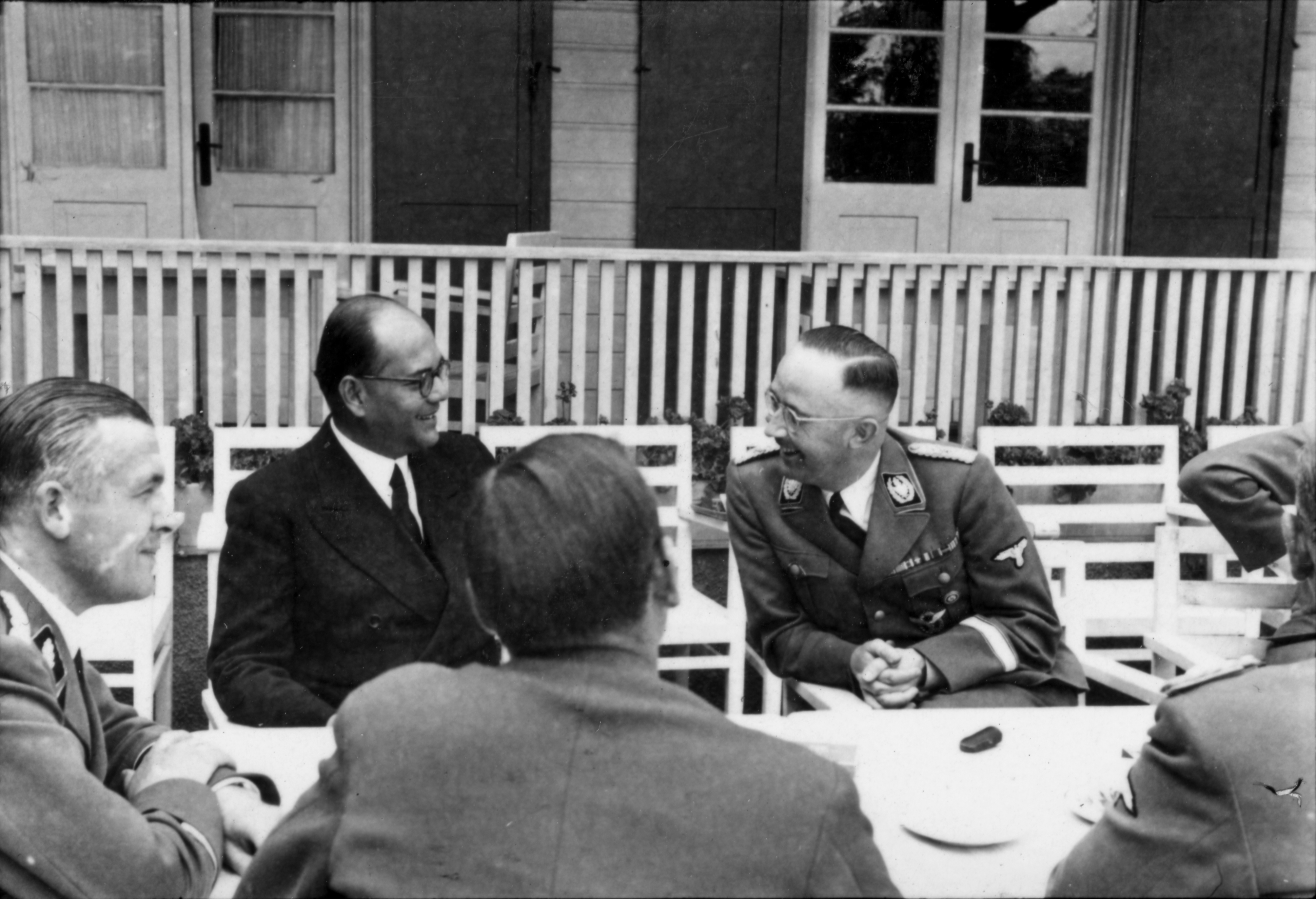
Subhash Chandra Bose bei Himmler in dessen Feldkommandostelle (1942)

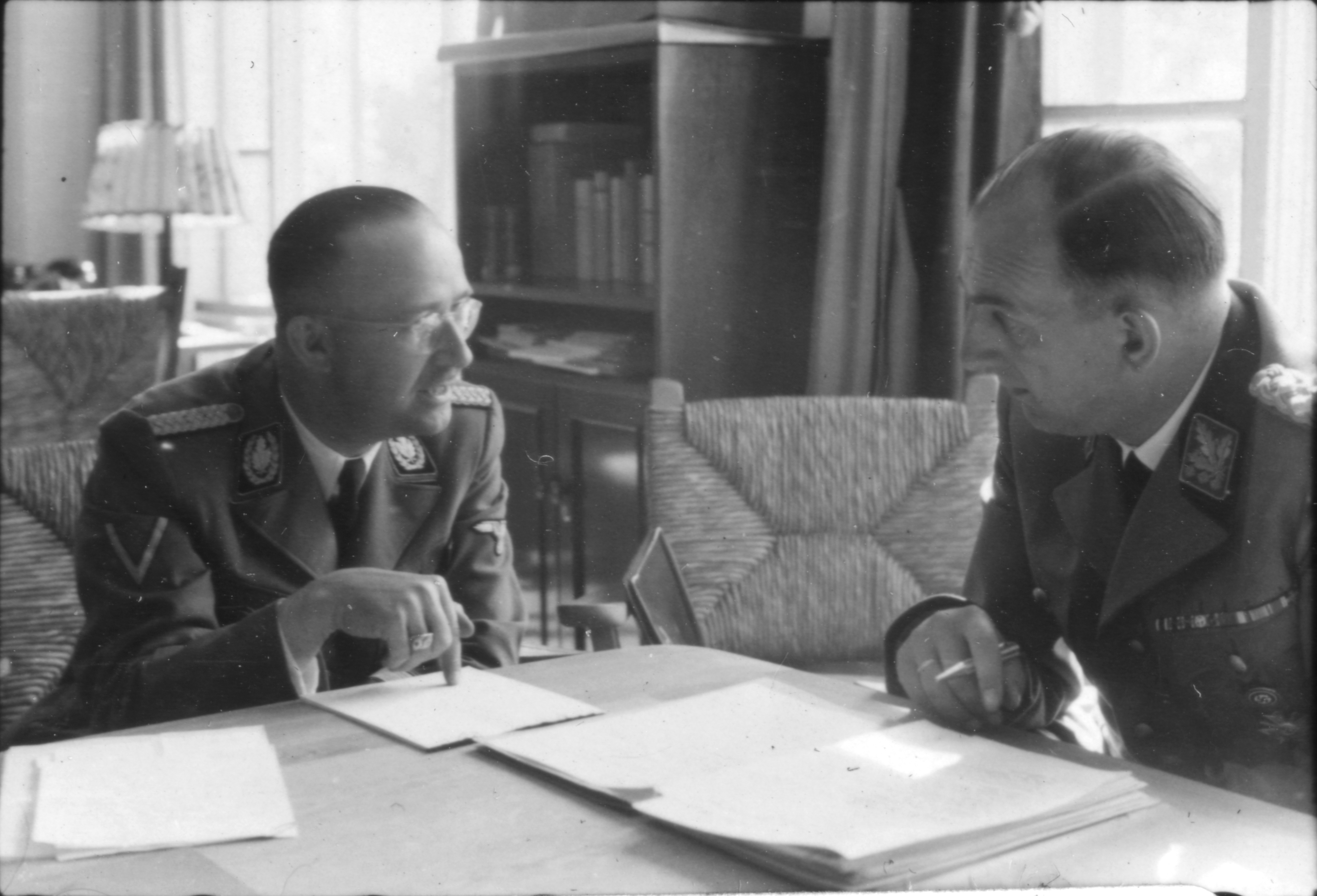
Heinrich Himmler mit Kurt Daluege bei einer Besprechung (1943)

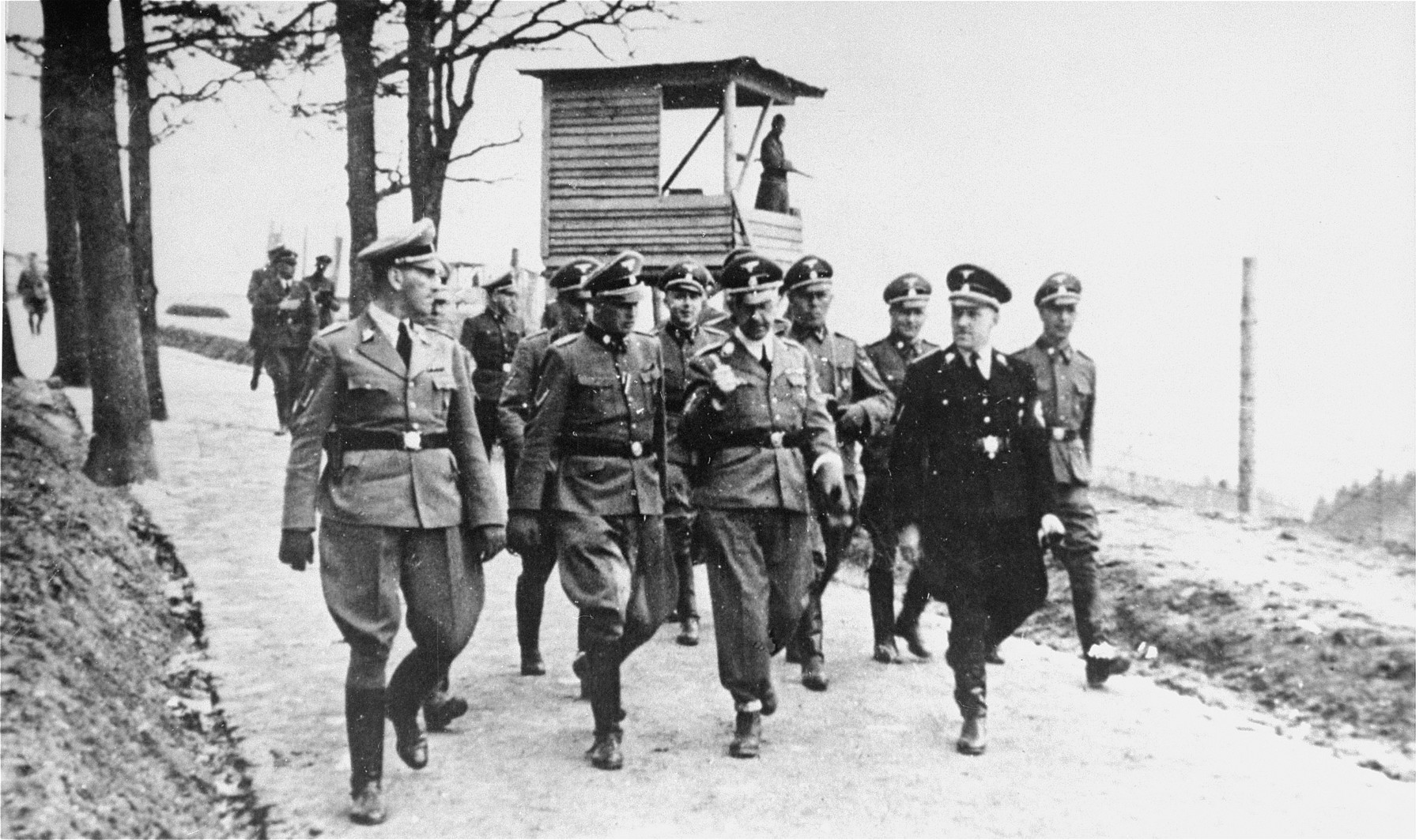
Himmler besucht mit Ernst Kaltenbrunner (ganz links) 1941 das KZ Mauthausen

Hinter diesen nach außen gekehrten Anleihen beim Germanentum und dem, was Himmler dafür hielt, ging es ihm um weit mehr, nämlich darum, in Anlehnung an Geschichte, Geschichtsmythos, Germanenkult, Sternbeobachtung, Sterndeutung und Wiederverkörperungstheorie ein Welterklärungsmodell zu schaffen, das „tatsächlich ein Religionsersatz“ in Gestalt einer „germanischen Urreligion“ werden sollte. Mit diesen Vorstellungen, bei denen er sich zeitweise vor allem auf den umstrittenen Okkultisten Karl Maria Wiligut stützte, trat Himmler allerdings nie in die Öffentlichkeit. Spuren werden heute in der Wewelsburg gezeigt, deren Ausbau unter Ausschluss der Öffentlichkeit bis 1964 abgeschlossen sein sollte. In Anlehnung an Nicholas Goodrick-Clarkes Studie über die okkulten Wurzeln des Nationalsozialismus hält Hans Thomas Hakl dazu fest: „[…] bei Himmler, wie bei Hess, Rosenberg oder Darré (auf dessen okkult-völkische Tendenzen nicht so häufig verwiesen wird) gilt jedenfalls immer eines: Der Primat gehört der Politik!“

### Siedlungspläne
Himmlers Endziel war die Schaffung eines „großgermanischen Imperiums“, das er in einer Rede vor SS-Gruppenführern am 8. November 1938 wie folgt charakterisierte:

„Was Deutschland in der Zukunft vor sich hat, ist entweder das großgermanische Imperium oder das Nichts. Ich habe den Glauben, wenn wir in dieser Schutzstaffel unsere Pflicht tun, dass dann der Führer dieses großgermanische Imperium, das großgermanische Reich schaffen wird, das größte Reich, das von dieser Menschheit errichtet wurde und das die Erde je gesehen hat.“

Dazu plante Himmler „die eroberten Gebiete einem gigantischen Vertreibungs-, Umsiedlungs- und Ausrottungsprogramm zu unterwerfen. In seiner Perspektive war die Ermordung der Juden nur der erste Schritt auf dem Weg zu einer wesentlich breiter angelegten rassistischen ‚Neuordnung‘.“ Dem sollte vor allem die von ihm in Auftrag gegebene Ausarbeitung des Generalplans Ost dienen, dessen Verwirklichung mit einer grenzkolonisatorischen „Germanisierung“ bis zum Ural auf die Zeit nach dem Krieg und dem ins Auge gefassten Sieg verschoben worden war, nachdem erste Siedlungsversuche unter der Leitung seines „Vorpostens im Osten“ (Peter Black), Odilo Globocnik, bei der Aktion Zamość gescheitert waren. Himmler hätte ihn gern im Osten weiter beschäftigt, anstatt ihn auf vielseitiges Drängen zu versetzen, weil er in ihm jemanden sah, der „wie kein zweiter für die Kolonisation des Ostens geschaffen“ sei, wie er in einem Brief an seinen Schwager Richard Wendler am 4. August 1943 schrieb. (Siehe auch: Hungerplan oder Landwirtschaft im Deutschen Reich.)
Im Vorfeld des Krieges gegen die Sowjetunion waren die Aufgaben und Vollmachten Himmlers nochmals erheblich erweitert worden. Im Juni 1941, unmittelbar vor dem Russlandfeldzug, bestimmte Himmler in einer Geheimrede vor den SS-Gruppenführern in der Wewelsburg dessen Zweck als Dezimierung der slawischen Bevölkerung um dreißig Millionen. In der Folge ermordeten Einsatzgruppen der Sicherheitspolizei und des SD unter dem Befehl der SS im ersten Kriegssommer fast eine Million Menschen. Neben den Einsatzgruppen tat sich dabei die ihnen zeitweise zugeordnete besonders brutale SS-Sondereinheit Dirlewanger hervor, die Himmler auf Anregung des ihm nahestehenden Gottlob Berger Anfang 1940 aus rechtskräftig verurteilten Wilderern hatte aufstellen lassen. Ab Herbst 1940 war sie zunächst im Generalgouvernement im Raum Lublin eingesetzt, 1942 wurde sie nach Weißrussland zur so genannten Partisanenbekämpfung verlegt und war maßgeblich 1944 an der Niederschlagung des Warschauer Aufstandes beteiligt, für dessen schnellstmögliche Beendigung Himmler in einer Rede am 21. September 1944 meinte, selbst die Bezeichnung „eines furchtbaren Barbaren“ zu verdienen: „Ja, das bin ich, wenn es sein muss.“ Denn auch da ging es ihm immer noch um die Verwirklichung seiner Ostvisionen: „Dann aber ist Warschau, die Hauptstadt, der Kopf, die Intelligenz dieses ehemaligen 16-, 17-Millionenvolkes ausgelöscht, dieses Volkes, das uns seit 700 Jahren den Osten blockiert und uns seit der ersten Schlacht bei Tannenberg im Wege liegt. Dann wird das polnische Problem für unsere Kinder und für alle, die nach uns kommen, ja schon für uns kein großes Problem mehr sein.“
Himmler koordinierte im Rahmen des Krieges gegen die Sowjetunion 1941 die Kolonialisierung der Ukraine aus seinem Hauptquartier Feldkommandostelle Hochwald. Infolge des raschen Vormarsches zog er 1942 in sein neues Hauptquartier Feldkommandostelle Hegewald in der Nähe des Führerhauptquartiers Werwolf um.
Das in seiner Rede von 1938 angekündigte „großgermanische Reich“ sollte seine Grenzen am Ural haben. Noch im August 1944 schwärmte Himmler in Posen vor Gauleitern von „unseren politischen, wirtschaftlichen, menschlichen, militärischen Aufgaben in dem herrlichen Osten“. Bereits als junger Mann hatte er nach einem Vortrag von Rüdiger von der Goltz am 21. November 1921 in sein Tagebuch geschrieben: „Das weiß ich bestimmter jetzt als je, wenn im Osten wieder ein Feldzug ist, so gehe ich mit. Der Osten ist das Wichtigste für uns. Der Westen stirbt leicht. Im Osten müssen wir kämpfen und siedeln.“ „Siedeln“ ist das deutsche Wort für „kolonisieren“. Zu diesem „Siedeln“ gehörte, wie Himmler es in der Beschreibung Odilo Globocniks als eines Kolonisators verdeutlicht, der Völkermord, wie ihn Globocnik in der Aktion Reinhardt vollzog, als Voraussetzung dazu. Während Himmler von der Ermordung der Juden in seinen Posener Reden bereits in der Vergangenheitsform sprach und sie am 5. Mai 1944 in Sonthofen vor Generälen als Teil der „Auseinandersetzung mit Asien“ darstellte, waren längst alle Siedlungsplanungen im Lebensraum im Osten auf eine Zeit nach einem von Himmler immer noch als möglich fantasierten Sieg aufgeschoben, aber in Wirklichkeit im Vernichtungskrieg längst untergegangen.
Peter Longerich fasst in seiner Biographie über Himmler die Idee des großgermanischen Reichs, die Himmler gebildet hatte, wie folgt zusammen:

„Das großgermanische Reich sollte nicht einfach ein um Annexionsgebiet vergrößertes Großdeutsches Reich sein, sondern ein qualitativ neues, supranationales und totalitär regiertes Herrschaftsgebilde, das konsequent auf einer rassischen Hierarchie aufgebaut war. Eine Herrenschicht aus Angehörigen der germanischen Völker sollte künftig den gesamten europäischen Kontinent dominieren und den übrigen europäischen Völkern ihren jeweiligen Platz entsprechend ihrer rassischen Qualität zuweisen: als Verbündete des neuen Imperiums, als unter seinem ‚Schutze‘ stehende Völker oder – die der slawischen Bevölkerung zugedachte Rolle – als seine Arbeitssklaven, die kein Recht auf ein nationales Eigenleben hatten.“

### Sorge um den Nachruhm
Frank-Lothar Kroll stellte 1998 fest, dass dem rastlosen Tätigsein Himmlers kein für seine Mitwelt nachvollziehbares Handlungskonzept entsprach: „Seine Weltanschauung hat […] keinen allgemeingültigen Ausdruck gefunden, der es einem größeren zeitgenössischen Publikum ermöglicht hätte, sich mit ihr vertraut zu machen. Ihre offizielle Breitenwirkung war dementsprechend gering, ihre Reichweite begrenzt […].“ Umso eifriger war Himmler darauf bedacht, sein Tun mit Kriegsbeginn von Historikern absegnen, von Chronisten begleiten und aufzeichnen zu lassen.
Noch 1939 hatte Albert Brackmann, „höchstrangiger deutscher Historiker“ (Wolfgang J. Mommsen) und „graue Eminenz der Ostforschung“ (Mathias Beer), auf Bestellung Himmlers innerhalb von drei Wochen auf 61 Seiten eine Propagandaschrift abgefasst: Krisis und Aufbau in Osteuropa. Ein weltgeschichtliches Bild. Darin wird die Aufgabe der Deutschen in Osteuropa als riesiges Kolonisationsprojekt historisch legitimiert, und zwar hauptsächlich durch Verweis auf den im 10. Jahrhundert wirkenden Heinrich I. und seinen Sohn Otto I. Die Wehrmacht setzte es mit 7000 Exemplaren ab 1940 ebenfalls bei Schulungen von Führungskräften ein. Vor Kriegsbeginn war schon der Schriftsteller und Arzt Werner Jansen, der Himmler seit seiner Jugend als Autor von romanhaften Darstellungen germanischer Sagenstoffe begeisterte, an ihn herangetreten, „mich als Ihren Geschichtsschreiber an dem großen Geschehen teilhaben zu lassen“. 1940 wurde Jansen einem „Totenkopf“-Verband zugeteilt; er starb im Dezember 1943 nach längerer Krankheit.
An der einzigen SS-Gruppenführertagung, die je auf der Wewelsburg als künftiger ideologischer Zentrale der SS vom 11. bis 15. Juni 1941, also unmittelbar vor Beginn von „Unternehmen Barbarossa“, stattfand und in deren Verlauf Himmler „die Dezimierung der Bevölkerung der slawischen Nachbarländer um 30 Millionen“ ankündigte, nahm auch Hanns Johst, Präsident der Reichsschrifttumskammer, teil. Als Chronist war Johst, der ab Herbst 1944 auch Mitglied in Himmlers „Persönlichem Stab“ war, von Oktober 1939 bis November 1944 immer wieder in Himmlers Feldkommandostelle anwesend, manchmal bis zu drei Monate. Ein erstes Werk in Vorbereitung der nicht mehr zu schreibenden „Heinrich-Saga“ oder „Saga des Großgermanischen Reichs“ hatte er 1940 vorgelegt, nachdem er Himmler im Sonderzug „Heinrich“ ins „Kolonialland“ Polen begleitet hatte: Ruf des Reiches – Echo des Volkes! Eine Ostfahrt.
Im Juni 1941 bemühte sich Himmler außerdem um einen weiteren Autor, nämlich Edwin Erich Dwinger (1898–1981), der die geplanten SS-Unternehmungen im Osten literarisch begleiten und darstellen sollte. Über ihn als Erfolgsschriftsteller hoffte er, allerdings vergeblich, auf eine massenhafte Verbreitung der Schilderung seiner Kriegstaten in Form historischer Romane. Denn Dwinger hatte über seine Kriegserlebnisse im Ersten Weltkrieg und als Kriegsgefangener in Russland einige Bücher und als weiteren Bestseller 1940 Der Tod in Polen. Die volksdeutsche Passion über den Bromberger Blutsonntag veröffentlicht und anders als Johst in osteuropäischen Kriegsangelegenheiten bereits Erfahrungen gesammelt.
Diese Absichten Himmlers, seine Taten literarisch verherrlichend darstellen zu lassen, entsprechen der Tradition, die nach der Antike auch im Mittelalter zur Abfassung von Epen geführt hatte, nachdem fremde Länder erobert waren und die Kolonisatoren „sozusagen Gründungsurkunden“ brauchten. So hatte auch Widukind von Corvey als der wichtigste Chronist des 10. Jahrhunderts von den ersten beiden sächsischen Herrschern ein rühmendes Bild von ihren Taten gezeichnet. Himmler stellte seine Sichtweise in einer Rede auf der Tagung der Befehlshaber der Kriegsmarine im Dezember 1943 so dar: „[…] die Saga unseres Volkes ist die Geschichte unseres Volkes aus frühester Zeit. Und diese Form der Sage, der Erzählung […] hört das Herz der Menschen […] in Deutschland viel, viel mehr mit feiner Stimme, als die Wissenschaft mit ihrer Lehrhaftigkeit dem Manne oder der Frau beizubringen vermag.“ Dementsprechend bereiteten die SS-Leithefte den historischen Stoff in Form von Heldensagen auf, 1937 und 1939 zum Beispiel in Bezug auf Heinrich I.
Für seinen Umgang mit den Ottonen und gleichzeitig seine Sichtweise auf das Mittelalter wollte sich Himmler auch wissenschaftlich absichern lassen. So bemühte sich Josef Otto Plassmann, der seit 1928 mit Veröffentlichungen zu Heinrich I. in Erscheinung getreten war und dem „Persönlichen Stab“ Himmlers noch vor Hanns Johst angehörte, Ende der 1930er Jahre um eine Habilitation, mit der er nach Walther Wüst „das Geschichtsbild der Sachsenkaiser auf altgermanischer Grundlage aufbauen, dieses Geschichtsbild so der römischen Geschichtsklitterung endgültig entreißen und damit die Absichten des Reichsführers SS in einer Weise und Stärke mit verwirklichen helfen [wolle], wie sie eindrucksvoller nicht gedacht werden kann“. Die Schrift wurde schließlich nach einigem Zögern von Hermann Schneider im Oktober 1943 in Tübingen angenommen.
Während Hitler auf die Verwirklichung seiner Planungen verschiedentlich mit dem Argument drängte, die ihm verbleibende Zeitspanne sei wegen seines Gesundheitszustandes kurz bemessen (vgl. z. B. Hoßbach-Niederschrift), kalkulierte Himmler ab Anfang der 1940er Jahre mit 20 ihm verbleibenden aktiven Jahren. So veranlasste er seinen Generalplaner Konrad Meyer, die Umsetzung des Generalplans Ost von zunächst 30 veranschlagten Jahren auf 25 und schließlich auf 20 Jahre herabzusetzen. Ganz ähnlich waren die Ausbaupläne für die Wewelsburg bis 1964 ausgelegt, wo er sich das Amt eines „Reichsverwesers“ für einen künftigen großgermanischen Wahlkönig und Weltherrscher ausüben sah, während nach Hitlers Visionen Berlin nach den Plänen von Albert Speer in gigantischer Weise unter dem Namen Germania zur Hauptstadt eines angestrebten großgermanischen Reiches ausgebaut worden wäre.

### Verfolgung und Vernichtung der europäischen Juden
Himmler war es, der die Vernichtung der europäischen Juden, den Holocaust, ins Werk setzte. Diesem fielen zwischen 5,6 und 6,3 Millionen Menschen zum Opfer. Aber er war nicht allein: Zum einen handelte er im Auftrag Hitlers, zum anderen stand ihm die SS als williges Werkzeug zur Verfügung, und es drängten auch zahlreiche Gauleiter und andere hochrangige Nationalsozialisten.
Für Hitler war die Ausrottung des Judentums ein vorrangiges und erklärtes Ziel, so bereits 1924 in seiner Programmschrift Mein Kampf. In seiner Reichstagsrede vom 30. Januar 1939 verkündete er offen: „Wenn es dem internationalen Finanzjudentum in und außerhalb Europas gelingen sollte, die Völker noch einmal in einen Weltkrieg zu stürzen, dann wird das Ergebnis nicht die Bolschewisierung der Erde und damit der Sieg des Judentums sein, sondern die Vernichtung der jüdischen Rasse in Europa!“ Mehrfach kam er auf diesen Ausspruch zurück und bekräftigte ihn damit.
Himmler war zwar seit seiner Jugend auch Antisemit, aber Hitlers äußerste Destruktivität war ihm zunächst fremd. In den dreißiger Jahren redete er zwar von einer bevorstehenden Auseinandersetzung mit Bolschewismus und Judentum, aber erwartete diese offensichtlich in einer ferneren Zukunft. Die zunehmend an den Rand der Gesellschaft gedrängten deutschen Juden hielt er anscheinend für ungefährlich. Allerdings sollten diese Deutschland seiner Ansicht nach verlassen. Dies änderte sich im Herbst 1938 mit der Sudetenkrise. In seiner Rede vor den SS-Gruppenführern am 8. November 1938 beschrieb er seine Erwartungen: Die Verschärfung der deutschen Judenpolitik würde dazu führen, dass die Juden die Deutschen angreifen und ohne Ausnahme ausrotten würden. Aber zunächst blieb es bei der offiziellen Politik eines verstärkten Drucks zur Auswanderung. Erst im Mai 1941 wurde diese aufgegeben.

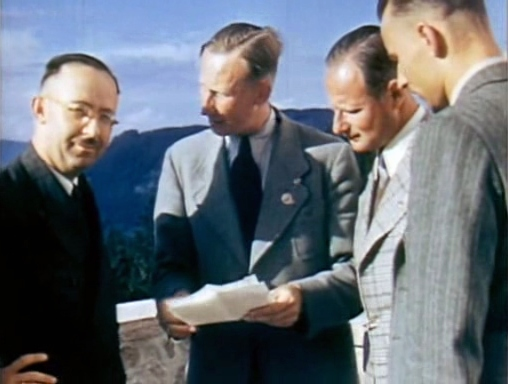
Heinrich Himmler mit Reinhard Heydrich auf dem Berghof (Mai 1939)

Nach dem deutschen Überfall auf Polen im September 1939 dezimierten Reinhard Heydrichs Einsatzgruppen die polnische Elite und brachten auch zahlreiche Juden um. Im Wesentlichen wurde die jüdische Bevölkerung in Ghettos zusammengetrieben und dort je nach Gutdünken der örtlichen Machthaber dem allmählichen Hungertod preisgegeben oder für die Rüstungswirtschaft ausgebeutet. Auch die Juden Deutschlands und aus dem Protektorat Böhmen und Mähren sollten hier in geschlossenen Siedlungsgebieten untergebracht werden. Nach ersten Transporten im Oktober 1939 wurde diese Aktion abgebrochen. Für Himmler als Reichskommissar für die Festigung deutschen Volkstums war es jetzt wichtiger, die von Stalin freigegebenen Volksdeutschen in den annektierten Gebieten, zumal im Warthegau, anzusiedeln. Hierzu ließ er 87.000 nichtjüdische und eine unbekannte Zahl jüdischer Polen deportieren. Dies führte zu massiven Störungen, zumal in der Rüstungsproduktion, weswegen Himmler im Februar 1940 darauf verzichten musste, weitere Juden nach Polen zu verbringen.
Ende Mai 1940, nach dem deutschen Sieg über Frankreich, machte er den Vorschlag, die Juden im deutschen Machtbereich nach Afrika zu verbringen. Hitler stimmte zu, denn schon 1938 hatte er dem Madagaskarplan zugestimmt. Im Herbst 1940 mussten die Pläne zur Deportation der Juden nach Madagaskar aufgegeben werden: als sich die geplante Invasion Englands (Unternehmen Seelöwe) als unmöglich erwies, wurde Madagaskar unerreichbar. Vorübergehend wurde nun doch wieder Polen als Ziel der Deportationen angesehen, später aber sollte dieses in neu zu erobernden Gebieten der Sowjetunion liegen. Himmlers Aktionen in diesen ersten beiden Kriegsjahren erscheinen hektisch und wenig planvoll, aber er sah sich stets von Hitler gedeckt: „Ich tue nichts, was der Führer nicht weiß.“
Beim Unternehmen Barbarossa am 22. Juni 1941 und dem folgenden Deutsch-Sowjetischen Krieg fiel Himmler die Aufgabe zu, die Exponenten des sowjetischen Systems auszuschalten: die Politkommissare der Roten Armee, die kommunistischen Funktionäre und die „jüdisch-bolschewistische Intelligenz“. In kurzer Zeit wurde hieraus die systematische Tötung der gesamten jüdischen Bevölkerung, einschließlich der Frauen und Kinder. Bis Ende 1941 brachten Himmlers Einsatzgruppen etwa eine halbe Million Menschen um. Himmler persönlich kümmerte sich intensiv um diese Mordaktionen, ließ sich täglich Bericht erstatten, besuchte wiederholt die Einsatzorte und sah auch bei Massenerschießungen zu. Aber er stand auch ständig mit Hitler im Kontakt, im ersten Vierteljahr des Feldzuges sah er diesen etwa 26 Mal. Aufzeichnungen über diese Gespräche gibt es nicht, aber die zunehmende Radikalisierung der Mordaktionen entsprach wohl genau Hitlers Vorstellungen.
Die Erschießungsaktionen sah Himmler als schwere psychische Belastung seiner Einsatzgruppen an. Als ihm im Oktober 1941 vorgeschlagen wurde, das Vernichtungslager Belzec mit Gaskammern einzurichten, stimmte er sofort zu und ließ gleich weitere Vernichtungslager errichten. Schon vorher, im September 1941, hatte Hitler befohlen, die Juden aus dem Reich und dem Protektorat bis Ende des Jahres nach Osten zu deportieren. Zu diesem Zeitpunkt war aber die Aufnahme an den Bestimmungsorten nicht geregelt, so dass die Deportationen nach manchen Anläufen abgebrochen werden mussten. Als nach der Wannseekonferenz am 20. Januar 1942 die Organisation ausgearbeitet und die Vernichtungslager bereit waren, begann der systematische Abtransport der europäischen Juden. Zuvor hatte Himmler am 18. Oktober 1941 in einem Erlass mit Wirkung vom 23. Oktober allen Juden die Auswanderung aus Deutschland untersagt.
Nach dem Attentat auf Heydrich in Prag am 27. Mai 1942 und dessen Tod am 4. Juni 1942 übernahm Himmler zunächst selbst kommissarisch die Führung des Reichssicherheitshauptamtes, bis er Ernst Kaltenbrunner am 30. Januar 1943 als neuen Chef des RSHA in sein Amt einführte. Zum Nachfolger Heydrichs als Stellvertretender Reichsprotektor in Böhmen und Mähren bestimmte er den Chef der Ordnungspolizei Kurt Daluege.
Himmler war demnach der Organisator der „Endlösung“, berief sich dabei aber wiederholt auf Befehle Hitlers. Jedoch wird nicht angenommen, dass es einen expliziten, schriftlichen oder mündlichen derartigen Befehl gegeben hätte. Allerdings ordnete Hitler einzelne Maßnahmen an oder genehmigte diese, die sich aber oft als noch undurchführbar herausstellten und zunächst wieder abgebrochen werden mussten. Nachdem erste Erfahrungen mit Vergasungswagen in den „Euthanasie“-Aktionen von 1941 den Nationalsozialisten Ergebnisse zur arbeitsteiligen und industriemäßigen Tötung lieferten, ließ sich die Massenvernichtung effektiv durchführen.
In seinen geheimen Posener Reden vom 4. Oktober 1943 vor den SS-Gruppenleitern und am 6. Oktober vor den Gauleitern gab Himmler einen Rückblick auf die inzwischen weitgehend abgeschlossene Judenvernichtung, die er als erster Vertreter der NS-Führungsspitze in unverschleierter Sprache als „Ausrottung des jüdischen Volkes“ bezeichnete (siehe auch Zeitgenössische Kenntnis vom Holocaust). Er lobte die SS für die Ausführung, was er als „niemals zu schreibendes Ruhmesblatt“ bezeichnete: Sie sei, auch im Angesicht hunderter ermordeter Personen, stets „anständig“ geblieben, eine für Himmlers Ideenwelt typische Pervertierung positiv besetzter soldatischer Werte. Er betrachtete diesen Auftrag als das „Allerhärteste und Allerschwerste, was es gibt“. Alle Zuhörer sollten „das Geheimnis mit ins Grab nehmen“ – und nach einer verbreiteten Historikeransicht als Komplizen in die Verantwortung genommen werden. Bernward Dörner sieht in der Einbeziehung der Zuhörer noch weitergehend einen Versuch der Selbstentlastung Himmlers. Die Reden stehen im Kontext des Verlusts Italiens als Bündnispartner und der immer schwieriger werdenden Kriegslage sowie der Priorisierung der Judenvernichtung zum wichtigsten Kriegsziel.

### Scheitern an der Front
Der in der Militärführung unerfahrene Himmler wurde, nachdem er ab September 1944 in der Etappe der besetzten Westgebiete Kampfverbände und ab Oktober als Vorbereitung einer Miliz den Volkssturm und als Freischärler Werwolf-Verbände hatte aufstellen lassen, im November 1944 zum Oberbefehlshaber Oberrhein ernannt, um nach der weitgehend vollständigen Besetzung Frankreichs eine Abwehrfront aufzubauen, was er von Triberg im Schwarzwald aus zu organisieren versuchte. Am 21. Januar 1945 zog er von dort nach Schneidemühl, wo Himmler den Oberbefehl über die Heeresgruppe Weichsel antrat – mit der Aufgabe, den Vormarsch der Roten Armee zu stoppen. Goebbels notierte in seinem Tagebuch, die Truppen seien durch deren Vorrücken „ziemlich auseinandergefallen“; es brauche zur Reorganisation „eine starke Hand“, was Himmler „absolut zuzutrauen“ sei – als mögliche Vorbereitung dafür, ihm den Oberbefehl über das gesamte Heer zu erteilen. Zur Bewältigung der äußerst schwierigen Lage hatte Himmler wenig beizutragen und erkannte, dass er mit der Aufgabe überfordert war. Der Generalstabsoffizier Hans-Georg Eismann etwa erinnerte sich, man habe bei den Lagebesprechungen „unwillkürlich den Eindruck [gehabt], dass ein Blinder von der Farbe sprach“. Nach einer Serie von Misserfolgen und einem Sanatoriumsaufenthalt wurde Himmler im März 1945 von Hitler aufs Schärfste kritisiert und am 21. März abberufen.

### Letzte Verhandlungsversuche und Terrorbefehle

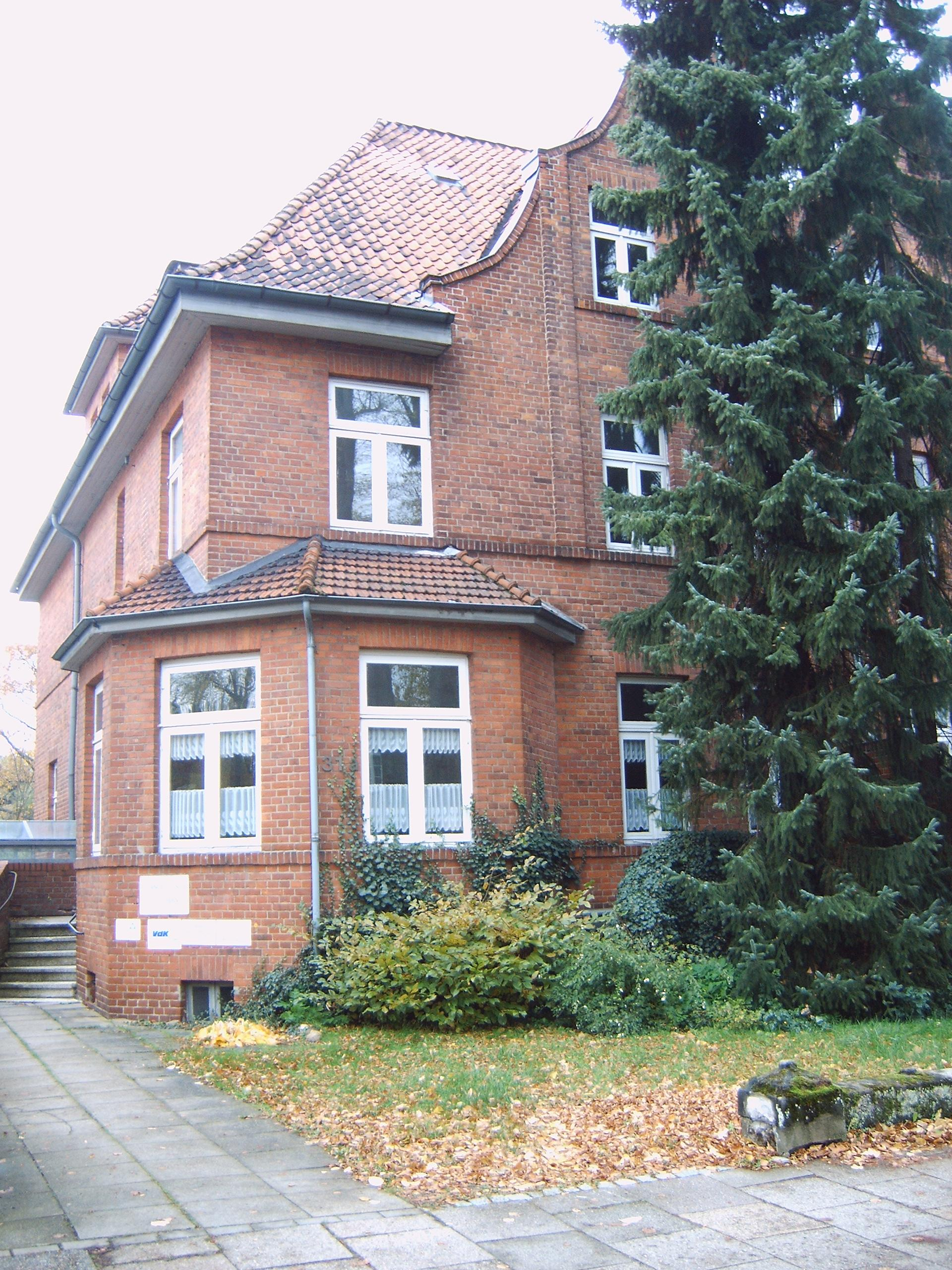
Uelzener Straße 31a, Lüneburg

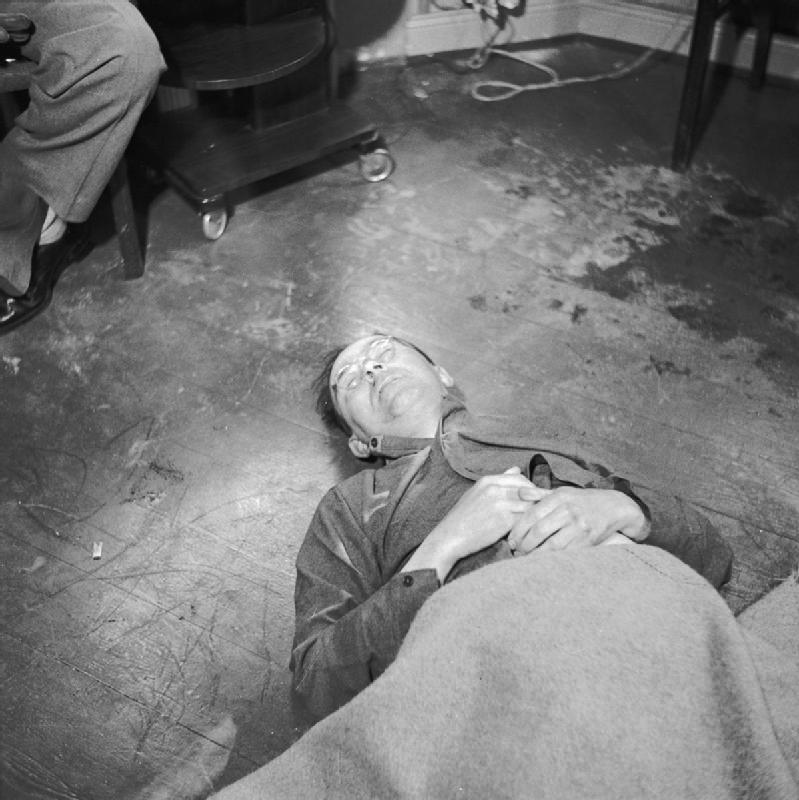
Die Leiche Himmlers am Tag seines Suizids, dem 23. Mai 1945, im Verhörzimmer des Hauptquartiers der 2. Britischen Armee in Lüneburg.

Himmler traf sich am 15. Januar 1945 in Bad Wildbad heimlich mit dem früheren Schweizer Bundespräsidenten Jean-Marie Musy. Die dabei getroffene Vereinbarung Himmler–Musy ermöglichte die Ausreise von 1200 jüdischen Gefangenen des Ghetto Theresienstadt in die Schweiz.
Am 17. Februar 1945 sprach Himmler mit dem schwedischen Grafen Folke Bernadotte, dem Vizepräsidenten des Schwedischen Roten Kreuzes. Dieser konnte einige Häftlingsfreilassungen erreichen. Vor allem durfte er die skandinavischen Häftlinge im Konzentrationslager Neuengamme bei Hamburg zusammenführen und diese auch versorgen (vgl. Rettungsaktion der Weißen Busse).
Im April 1945 erließ Himmler den sogenannten Flaggenbefehl, nach dem jede männliche Person aus einem Haus, an dem eine weiße Fahne hänge, unverzüglich zu erschießen sei. Dies erlaubte es Angehörigen von Wehrmacht und SS, Zivilisten auch ohne Standgericht und in willkürlicher Selbstjustiz zu töten.
Am 14. April 1945 befahl Himmler, dass kein Insasse von Arbeits- oder Konzentrationslagern lebend zurückzulassen sei. Dies war der Anlass für Massenhinrichtungen und die Todesmärsche.
Am 21. April 1945 war Himmler sogar bereit, mit einem Vertreter des Jüdischen Weltkongresses zu sprechen, dem schwedischen Juden Norbert Masur. Er sagte diesem die Freilassung von 1000 Jüdinnen aus dem Konzentrationslager Ravensbrück zu. Am selben Tag sprach auch Bernadotte mit Himmler und erreichte die Ausweitung der Zusage auf die Übergabe sämtlicher transportfähiger weiblicher Häftlinge aus diesem Konzentrationslager.
Zwei Tage später, in der Nacht vom 23. zum 24. April 1945, traf sich Himmler ein letztes Mal mit Bernadotte. Er gab alle skandinavischen Häftlinge frei, darüber hinaus so viele, wie Bernadotte würde abtransportieren können. Als Gegenleistung sollte dieser einen Kontakt mit Dwight D. Eisenhower herstellen, dem Oberbefehlshaber der alliierten Streitkräfte in Nordwesteuropa. Himmler bot ihm eine einseitige Kapitulation gegenüber den Westmächten an. Damit handelte er, als sei er bereits der Nachfolger des in Berlin eingeschlossenen Hitler. Als Vorwand nannte er, dass Hitler schwer krank, vielleicht schon tot sei und in spätestens zwei Tagen sein Tod erwartet werden könne. Walter Schellenberg fügte hinzu, dass es sich um eine Hirnblutung handele. Die Alliierten gaben Himmlers Gesprächsangebot an die Presse weiter. Hitler reagierte mit einem Wutanfall und schloss Himmler aus der NSDAP sowie von allen Partei- und Staatsämtern aus. Zum Nachfolger von Himmler als Reichsführer SS ernannte Hitler am 29. April 1945 den Gauleiter von Niederschlesien, Karl Hanke. Longerich vermutet, dass Hitler, der schon am 22. April 1945 erklärt hatte, keine Befehle mehr zu erteilen, und damit den Weg für Verhandlungen eröffnet habe, sich auf diese Weise zu distanzieren versuchte, um nicht mit der Schmach des Aufgebens in Verbindung gebracht zu werden.

### Flucht, Gefangennahme und Suizid
Anfang Mai 1945 setzte sich Himmler mit seinem persönlichen RFSS-Stab, der aus 150 Personen bestand, über die sogenannte Rattenlinie Nord nach Flensburg ab. Nachdem sein Versuch gescheitert war, sich an der Regierung Dönitz im Sonderbereich Mürwik zu beteiligen, und der Krieg in Europa mit der bedingungslosen Kapitulation der Wehrmacht am 8. Mai 1945 endete, floh er vermutlich ab 11. Mai 1945 mit einigen Begleitern zunächst in Fahrzeugen, südlich der Elbe dann zu Fuß zurück nach Süden. Am Abend des 21. Mai 1945 gerieten Himmler und zwei ihm noch verbliebene Begleiter bei dem Versuch, eine Straße in der Nähe des Ortes Meinstedt zu überqueren, in britische Gefangenschaft. Himmler legte als Identifikationspapier einen „Vorläufigen Entlassungsschein“ aus dem Wehrdienst, ausgestellt auf den Feldwebel Heinrich Hizinger, vor und blieb zunächst unerkannt.
In den folgenden zwei Tagen wurde Himmler über mehrere Stationen nach Lüneburg gebracht. Am Nachmittag des 23. Mai 1945 gab er seine wahre Identität preis. Daraufhin wurde Himmler in eine Dienststelle des britischen Nachrichtendienstes gefahren, die sich in einer Villa in der Uelzener Straße 31a befand. Vor seiner Vernehmung sollte Himmler ärztlich untersucht werden. Bei der Untersuchung seiner Mundhöhle zerbiss er eine Zyankalikapsel und verstarb wenig später gegen 23:15 Uhr. In den frühen Morgenstunden des 26. Mai 1945 wurde der Leichnam Himmlers von einem kleinen Trupp englischer Soldaten in der Lüneburger Heide an unbekannter Stelle vergraben.

## Rezeption

### Forschung
Im Dezember 1945 schrieb Eugen Kogon das Vorwort zu seinem 1946 erschienenen und seither immer wieder aufgelegten Buch Der SS-Staat – Das System der deutschen Konzentrationslager. Himmler erfährt darin folgende Charakteristik: „Brutalität und Romantik. Er konnte sie wie Tag- und Nachthemden wechseln: – man denke an die mitternächtlichen SS-Fahnenjunker-Weihen im Dom zu Quedlinburg, wo Himmler vor den (übrigens unechten, aber kurzerhand für echt erklärten) Gebeinen Heinrichs I., des Begründers der mittelalterlichen deutschen Ostmacht, die Mystik der ‚verschworenen Gemeinschaft‘ zu entfalten pflegte, um dann, bei strahlendem Tagesgestirn, in irgendeinem Konzentrationslager der reihenweisen Auspeitschung politischer Gefangener beizuwohnen. Von der Symbolik des Sonnenrades führte der Hakenkreuzweg geradlinig zu den glühenden Öfen von Auschwitz.“
Hannah Arendt äußerte sich über Himmler in ihrem zuerst 1951 auf Englisch erschienenen politischem Hauptwerk Elemente und Ursprünge totaler Herrschaft: „Himmler, der nach 1936 potentiell mächtigste Mann Deutschlands, gehörte weder zu den ‚bewaffneten Bohemiens‘ (K. Heiden) noch eigentlich zum Pöbel. Der Organisator der Vernichtungsfabriken war „normaler“ als irgendeiner der ursprünglichen Führer der Nazibewegung, war ein Spießer und weder ein verkommener Intellektueller wie Goebbels noch ein Scharlatan wie Rosenberg, noch ein Sexualverbrecher wie Streicher, noch ein hysterischer Fanatiker wie Hitler, noch ein Abenteurer wie Göring.“
Joachim C. Fest bescheinigte Himmler 1974 zur Erklärung seines politischen Aufstiegs ein Denken, das „von so suggestiver Dürftigkeit und gedanklicher Armut Ausdruck romantischer Verstiegenheit“ war, nämlich „die Verlängerung einer von Indianern und Operngermanen geprägten Kindheitserfahrung in die Politik“. Gleichzeitig sprach er von dessen „paternalischer Autorität“, dem „‚König Heinrich‘, wie ihn einige seiner Unterführer in Anspielung auf seinen Reinkarnationsspleen […] mit einigem Respekt nannten“.
Peter Longerich kommt 2008 in der ersten umfangreichen wissenschaftlichen Himmler-Biographie zu dem Ergebnis, dass Himmler sich „eine ganz auf seine Person abgestellte und durch seine spezifischen Vorlieben und Eigenheiten bestimmte Machtposition“ schuf, die sich „als ein extremes Beispiel nahezu totaler Personalisierung politischer Macht“ beschreiben lasse: „Die charismatische Führerherrschaft, die Recht- und Regellosigkeit dieses Herrschaftssystems, der permanente Zwang, Machtstrukturen an veränderte politische Zielsetzungen anzupassen, hatten zur Folge, dass große Teile des Herrschaftsapparates durch dezidiert auf bestimmte Personen zugeschnittene Aufträge zwar unmittelbar an den ‚Führer‘ gebunden waren, diese Vertrauten aber zur Ausführung ihrer Aufträge über extrem große Handlungsspielräume verfügten.“

### Belletristik
1944 stellte Curzio Malaparte im 16. Kapitel seines Romans Kaputt unter der Überschrift „Nackte Männer“ eine Begegnung mit Himmler 1942 in Finnland dar, und zwar zunächst im Fahrstuhl des Hotels „Pohjanhovi“ in der im Fortsetzungskrieg von deutschen Truppen besetzten lappländischen Hauptstadt Rovaniemi und später in einer Sauna im Hauptquartier des Oberkommandos der Nordfront bei General Eduard Dietl. Er erinnert den Erzähler an Igor Strawinsky, hat „kurzsichtige Fischaugen, die hinter zwei dicken Gläsern weiß schimmerten wie hinter einer Aquariumswand“. In einer Unterhaltung wird darüber gesprochen, ob man ihn sich auf einem Gemälde eher „mit dem Evangelium in der rechten Hand und dem Gebetbuch in der Linken“ oder mit einer Pistole und einer Peitsche vorstellen könnte. In der Sauna scheint es dem Erzähler, „als löse sich dieser Mann vor unseren Augen im Wasser auf, ich fürchtete, dass binnen kurzem von ihm nichts weiter übrigbleiben werde als eine leere und schlaffe Hauthülle“. Alfred Andersch beschreibt 1980 in seiner Erzählung Der Vater eines Mörders den Charakter von Himmlers Vater, indem er an dessen Wesen den Konflikt zwischen Autorität und Humanismus verdeutlicht. Im selben Jahr erschien Earthly Powers (dt. Der Fürst der Phantome) des englischen Romanciers und Satirikers Anthony Burgess. Hier rettet der homosexuelle Protagonist unfreiwillig Himmler das Leben und wird dafür von den Nationalsozialisten als Held gefeiert. Auch in Jonathan Littells Roman Die Wohlgesinnten (dt. 2008) begegnet ein Homosexueller, der SS-Offizier Max Aue, Himmler wiederholt persönlich. Dabei werden sowohl ausführliche Original-Zitate von ihm als auch fiktive Ratschläge wiedergegeben, wie etwa der an Aue, er solle möglichst viele Kinder zeugen: „Warum nicht über die Institution Lebensborn, Obersturmbannführer!“

### Film
Spielfilme
- In Der letzte Akt von 1955 wird Himmler von Erich Stuckmann dargestellt.
- Im Kriegsfilm Die gefrorenen Blitze (DDR 1967, Regie: János Veiczi) wird Himmler von dem tschechoslowakischen Schauspieler Jindřich Narenta dargestellt.
- Im sowjetischen Fernsehmehrteiler Siebzehn Augenblicke des Frühlings von 1973 wird Himmler von Nikolai Prokopowitsch dargestellt.
- Im Kriegsfilm Der Adler ist gelandet von 1976 wird Himmler von Donald Pleasence gespielt.
- In dem Spielfilm Aus einem deutschen Leben von 1977 wird Himmler von Hans Korte dargestellt.
- In Oliver Hirschbiegels Der Untergang von 2004 wird Himmler von Ulrich Noethen gespielt.
- In dem dreiteiligen deutschen Doku-Drama Speer und Er aus dem Jahr 2005 wird Himmler von Florian Martens verkörpert.
- In dem Hollywood-Film Operation Walküre (2008) wird Himmler von dem deutschen Schauspieler Matthias Freihof gespielt. Freihofs beide kurze Szenen als Himmler wurden jedoch herausgeschnitten, sodass er in der endgültigen Kinofassung nicht zu sehen war.[100]
- In dem französischen Kinofilm Die Kinder von Paris (La Rafle) aus dem Jahr 2010 wird Himmler von dem deutschen Schauspieler Thomas Darchinger dargestellt.
- In der zweiten und dritten Staffel der US-amerikanischen Fernsehserie The Man in the High Castle von 2016 bzw. 2018 wird Himmler von Kenneth Tigar verkörpert.

Dokumentationen
- Schwarze Sonne, Kultorte und Esoterik des III. Reiches, Regie: Rüdiger Sünner. Inhalt: unter anderem Himmlers Rolle bei Kult und Esoterik im III. Reich.
- In Nazis: Die okkulte Verschwörung wird aufgezeigt, welche Bedeutung Religion und Mystik für Himmler hatten.
- Der deutsche Regisseur Romuald Karmakar schuf in seinem Himmler-Projekt (2000) aus dem dürren Text der Posener Reden einen in seinem Minimalismus eindringlichen Dokumentarfilm, für den er zusammen mit Manfred Zapatka 2002 mit dem Adolf-Grimme-Preis ausgezeichnet wurde.
- Hexenforschung in Himmlers Auftrag, MDR-Fernsehen (2004)
- In Der Anständige wurden Jahrzehnte verschollene private Briefe und Texte von Himmler mit historischem Bildmaterial kombiniert. Regie: Vanessa Lapa; Israel, Deutschland, Österreich 2014, 94 Min., mit den Stimmen von Tobias Moretti, Sophie Rois, Antonia und Lenz Moretti, Pauline Knof, Florentín Groll, Martin Lalis; Drehbuch Vanessa Lapa und Ori Weisbrod.[101][102][103][104]
- Himmlers Macht. ZDF (Terra X History) 2018 (zdf.de: online), 43 min.
- Die SS – Macht und Mythos: Himmler (= Teil 2 einer sechsteiligen Reihe[105]). ZDF 2022 (online), 44 min.

## Nachlass
Eine große Sammlung privater Dokumente von Himmler und seiner Frau Marga wurde von zwei amerikanischen Soldaten im Familiensitz Haus Lindenfycht in Gmund am Tegernsee erbeutet. Darunter waren die Tagebücher des jungen Himmler aus den Jahren 1914 bis 1922, die von Werner Tom Angress und Bradley F. Smith 1959 im Journal of Modern History in englischer Übersetzung veröffentlicht wurden. Zusammen mit Briefen von Marga Himmler an Heinrich Himmler und anderen Dokumenten kamen sie an die Hoover Institution der Stanford University und wurden Mitte der 1990er Jahre vom Bundesarchiv in Koblenz erworben. Ein anderer Teil des Himmler-Nachlasses tauchte in den 1980er Jahren in Israel auf. Daraus kamen die Tagebücher von Marga Himmler von 1937 bis 1945 in den Besitz des Holocaust Memorial Museum in Washington D.C. Weiter waren darunter weitere Briefe von Himmler an seine Frau, Fotos und andere Dokumente. Die Dokumente wurden 1982/83 vom Bundesarchiv in Koblenz untersucht, als Verhandlungen über einen Ankauf liefen, und für authentisch befunden. Dieser Teil der Dokumente ging später in den Besitz der Familie der Filmemacherin Vanessa Lapa über.
Der erste Teil des Dienstkalenders von Himmler für die Jahre 1941/42 wurde 1999 veröffentlicht, nachdem er von sowjetischer Seite aus den Archiven des KGB zugänglich gemacht wurde. Dort waren die 1946 an das sowjetische Innenministerium übergebenen Akten der Adjutantur Himmlers seit 1954. Der Verbleib des zweiten Teils der Diensttagebücher für die Jahre 1943 bis 1945 blieb bis 2013 im Westen unbekannt, wurde dann aber über ein Digitalisierungsprojekt des Zentralarchivs des russischen Verteidigungsministeriums in Podolsk bekannt. Sie wurden 2020 veröffentlicht – ergänzt um Teile des Tischkalenders, Himmlers Telefonbuchnotizen und den im Bundesarchiv befindlichen Teil des Dienstkalenders von Januar bis März 1945 – und dokumentieren fast alle Tage – bis auf sechs – vom 1. Januar 1943 bis zum 14. März 1945.

## Schriften
- Der Reichstag 1930. Das sterbende System und der Nationalsozialismus. Eher, München 1931, DNB 580192261.
- Die Schutzstaffel als antibolschewistische Kampforganisation. Eher, München 1936, DNB 58019227X.
- Die Schutzstaffel. Industrieverlag Spaeth & Linde, Berlin 1938, DNB 366193686.
- Die Organisation des Terrors – der Dienstkalender Heinrich Himmlers (1. Januar 1943 bis 14. März 1945). Herausgegeben von Matthias Uhl, Thomas Pruschwitz, Martin Holler, Jean-Luc Leleu und Dieter Pohl. Piper, München 2020, ISBN 978-3-492-05896-4.[109]